# Woody (carrosserie)
Pour les articles homonymes, voir Wood et Woody.
Un woody (woodie, en anglais, woodies, au pluriel) (de wood, bois, en anglais) est un type de carrosserie rétro vintage américain, des débuts de l'histoire de l'automobile, en vogue aux États-Unis entre les années 1930 et années 1950,.

## Histoire

### Origines
Les premiers woodies américains succèdent aux anciennes voitures hippomobiles et diligences en bois des origines de l'Histoire de l'automobile (Peugeot Break de 1889, Panhard & Levassor Type A de 1890, Daimler Riemenwagen de 1895... Ford A de 1903, Ford B de 1904, Ford T de 1908...). Les premières carrosseries automobiles sont tout en bois, ou en mélange d'acier et de bois, avant les premières carrosseries toutes en acier des années 1920...

Ford A, Ford B, et Ford T
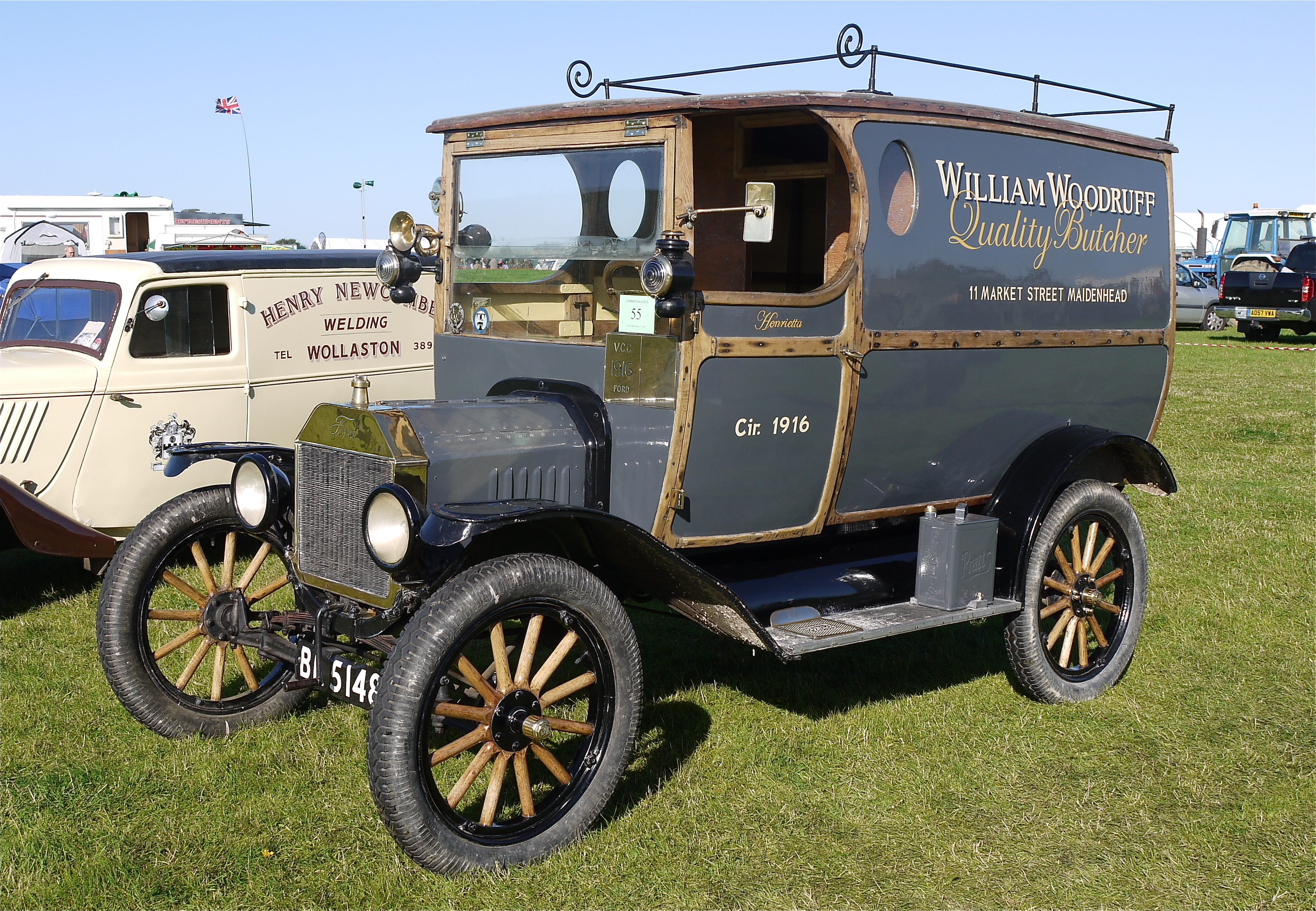
Ford T camionnette
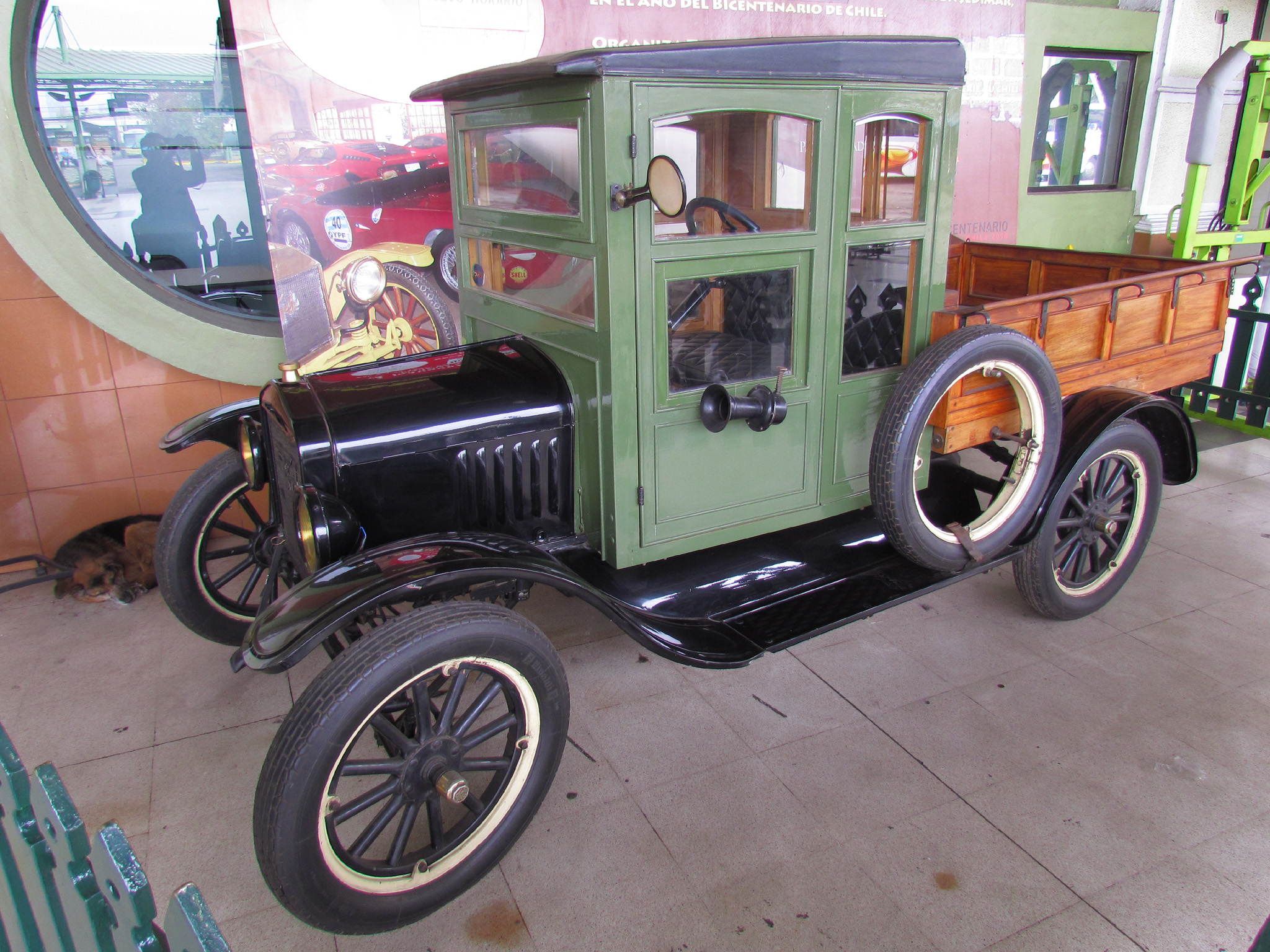
Ford T pick-up 1924
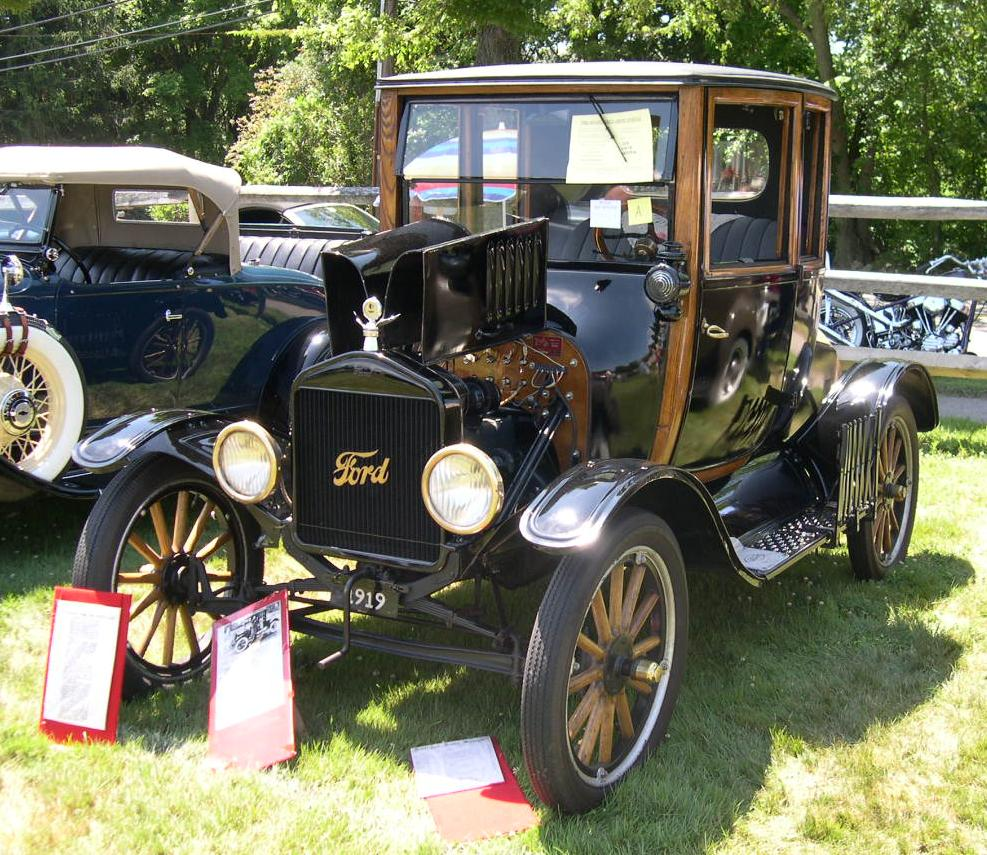
Ford T 1908
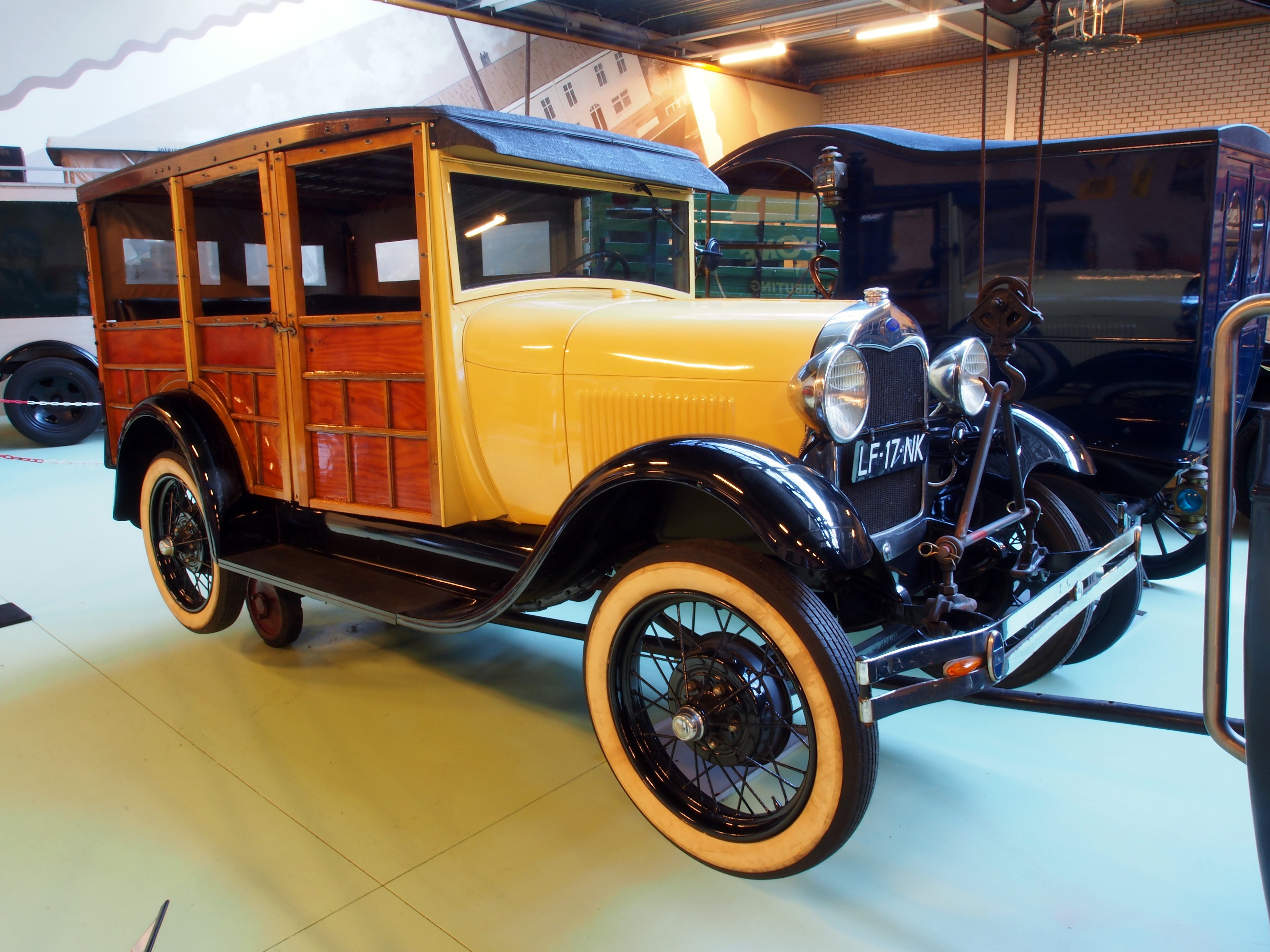
Ford A Break de 1929 (sans vitres)
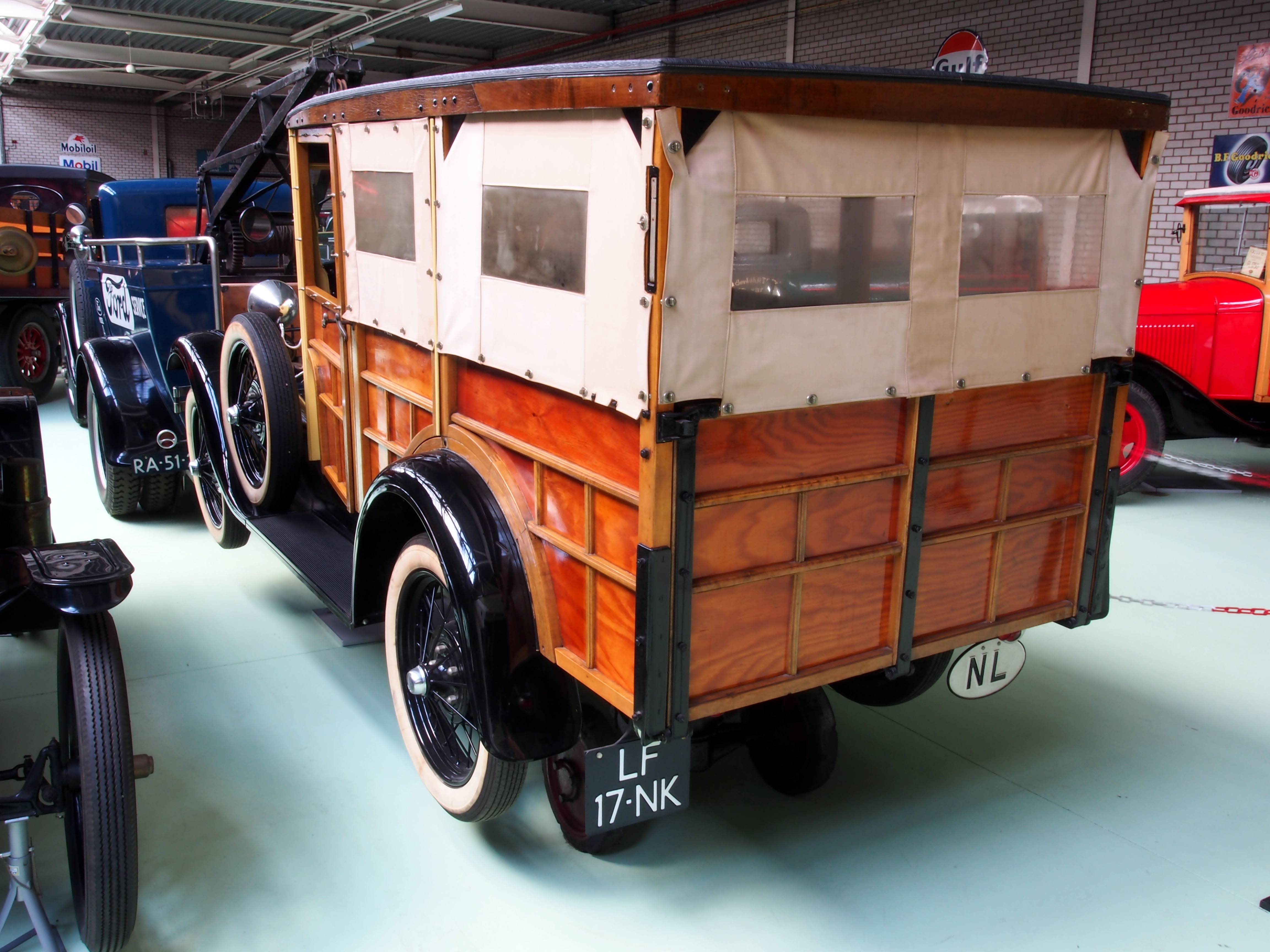
Une capote protège les occupants ou la cargaison.
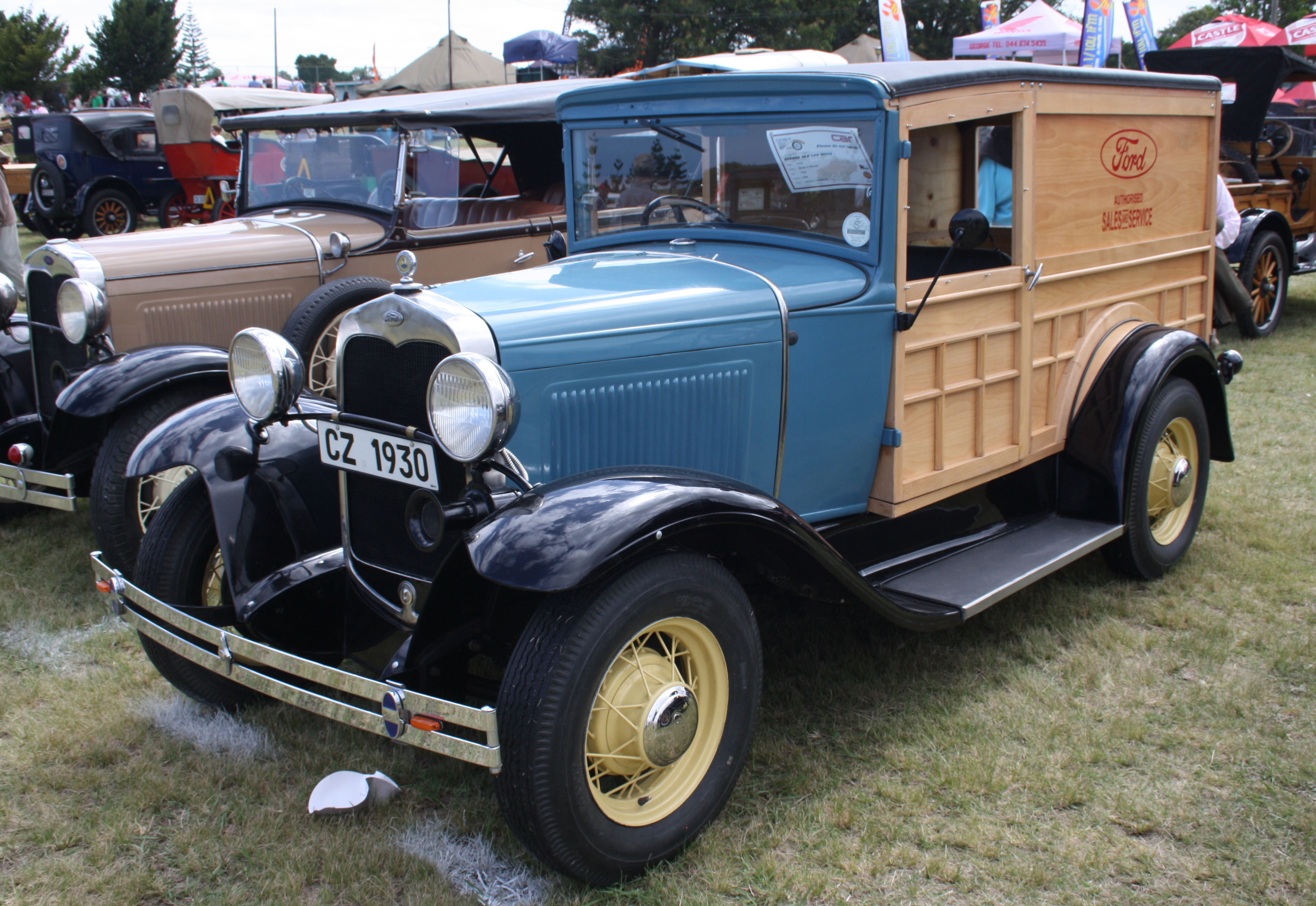
Ford AA camionnette 1930
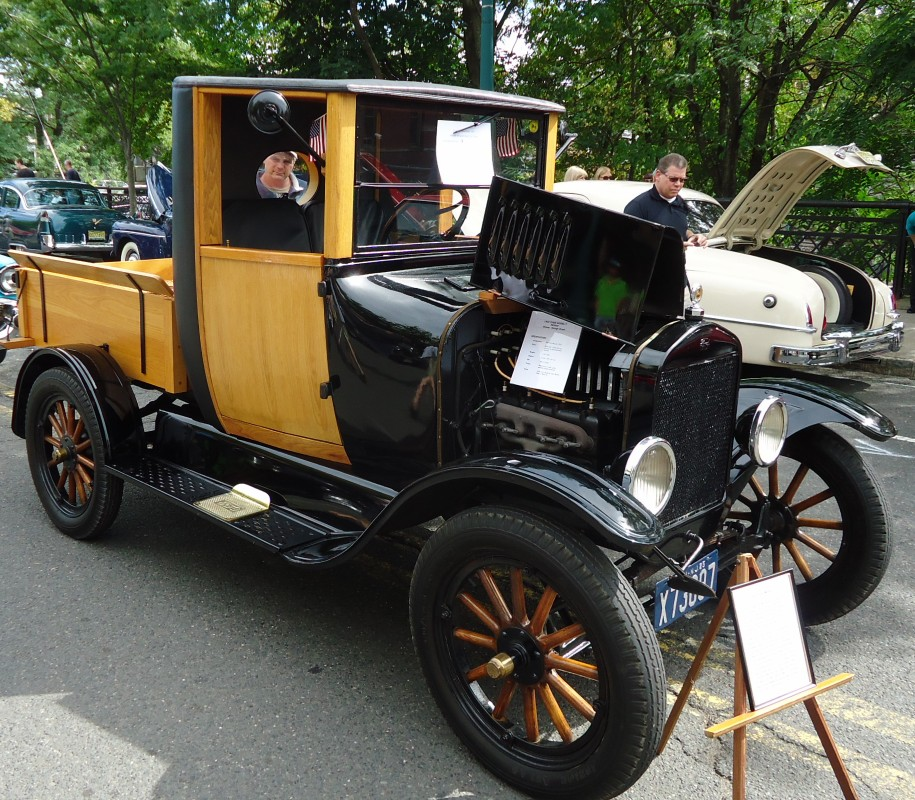
Ford T pick-up
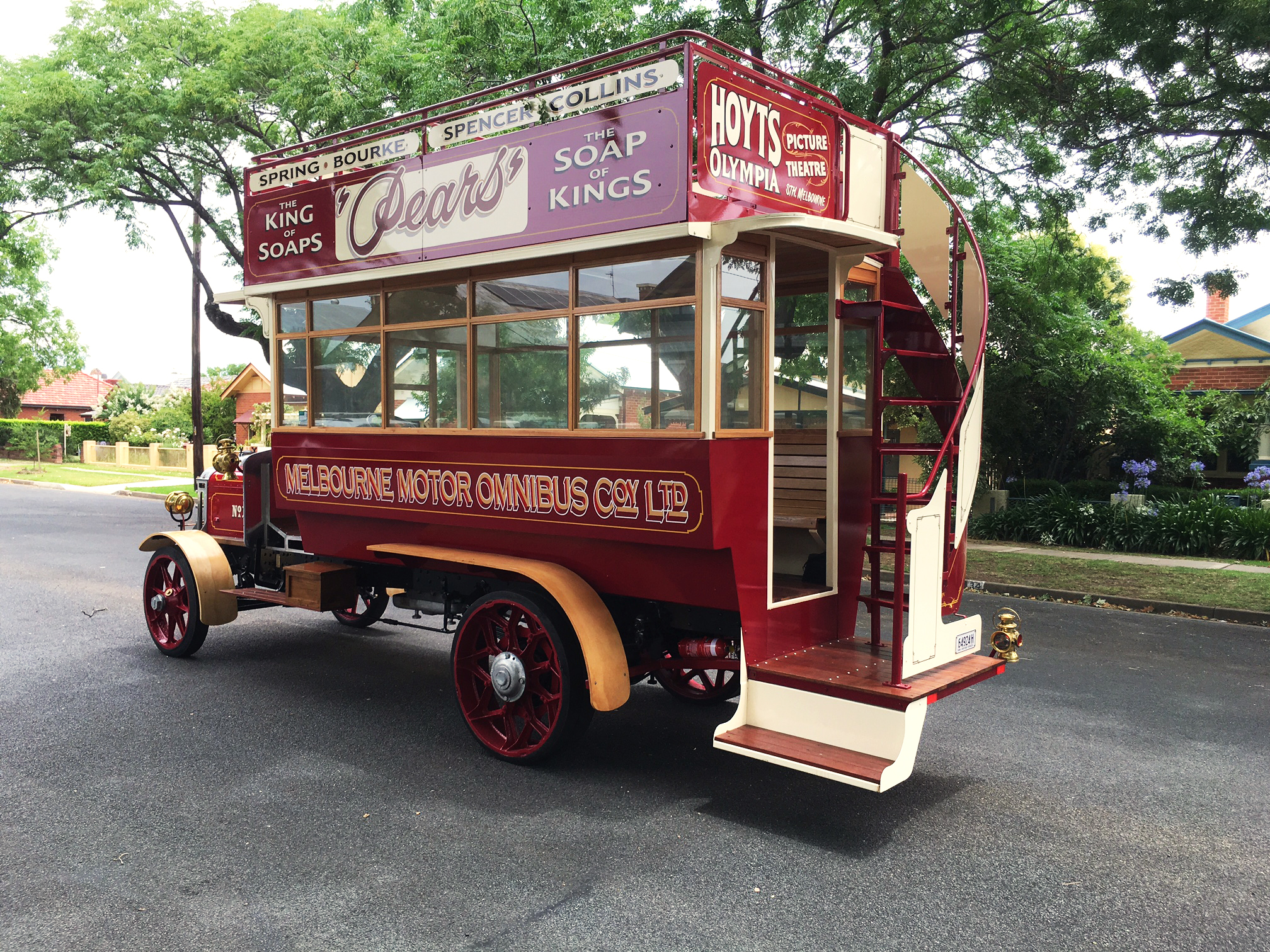
Bus Daimler CC 1912
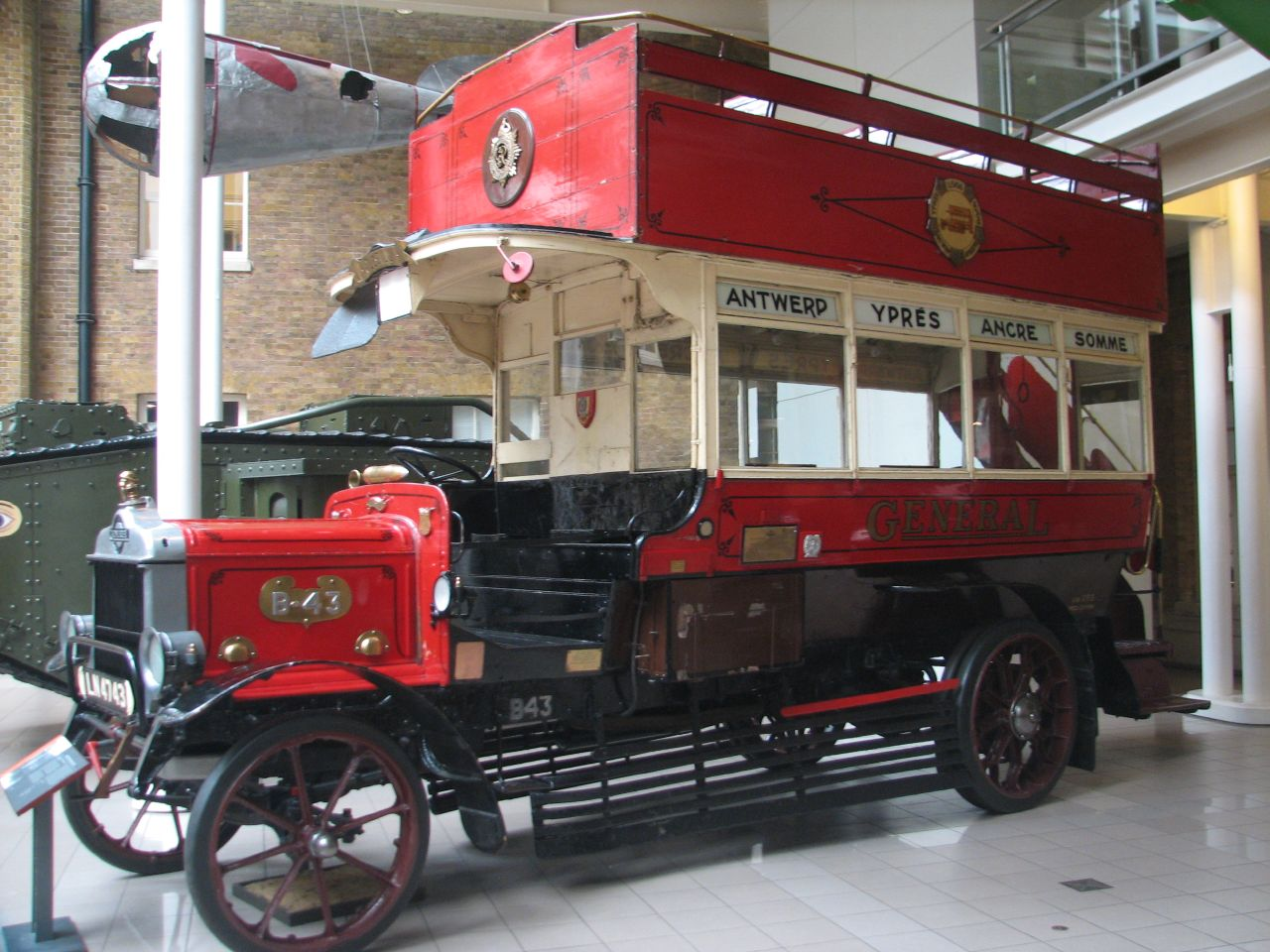
Bus à impériale LGOC B-type
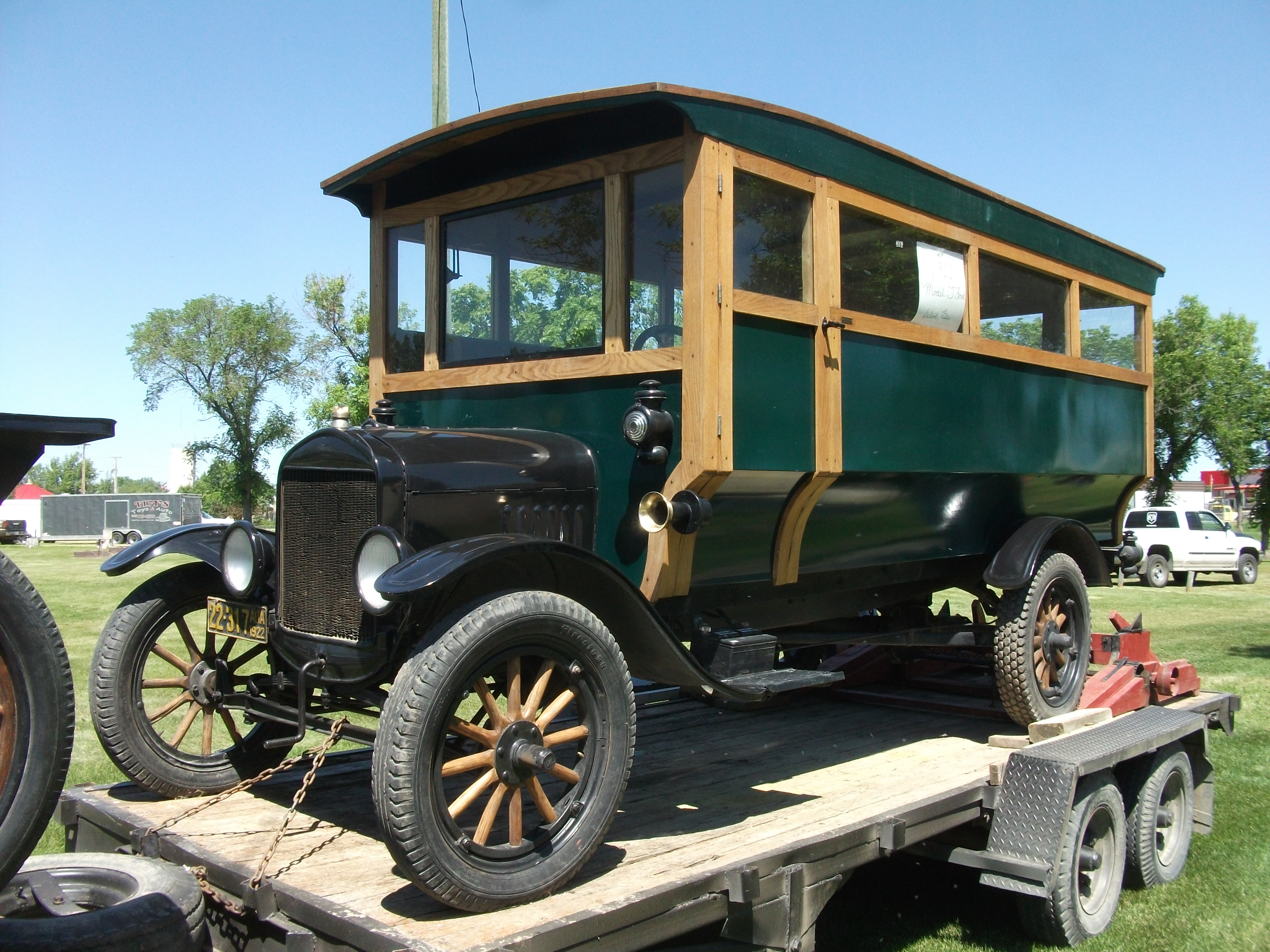
Ford T autobus 1922
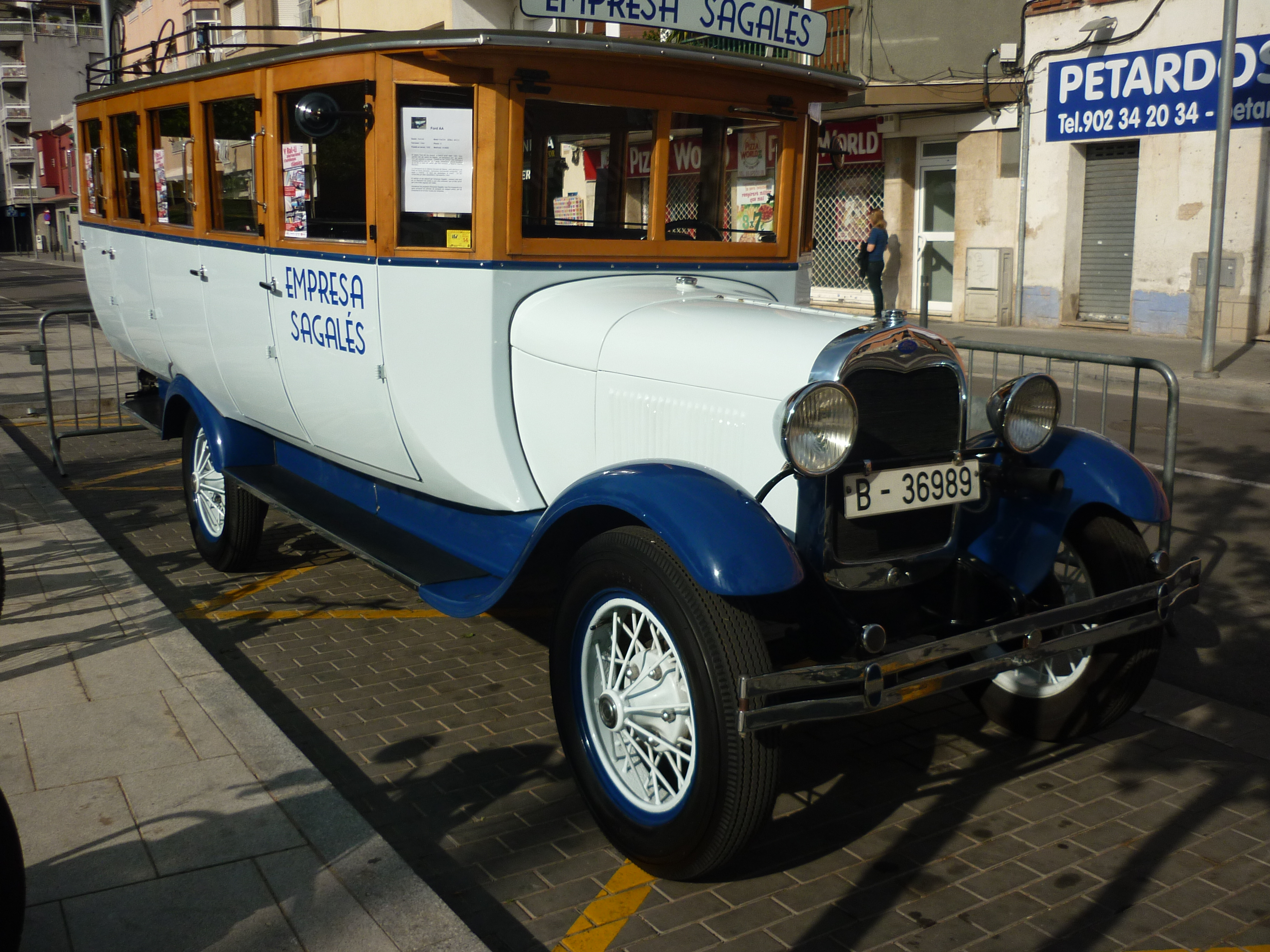
Ford AA 1929
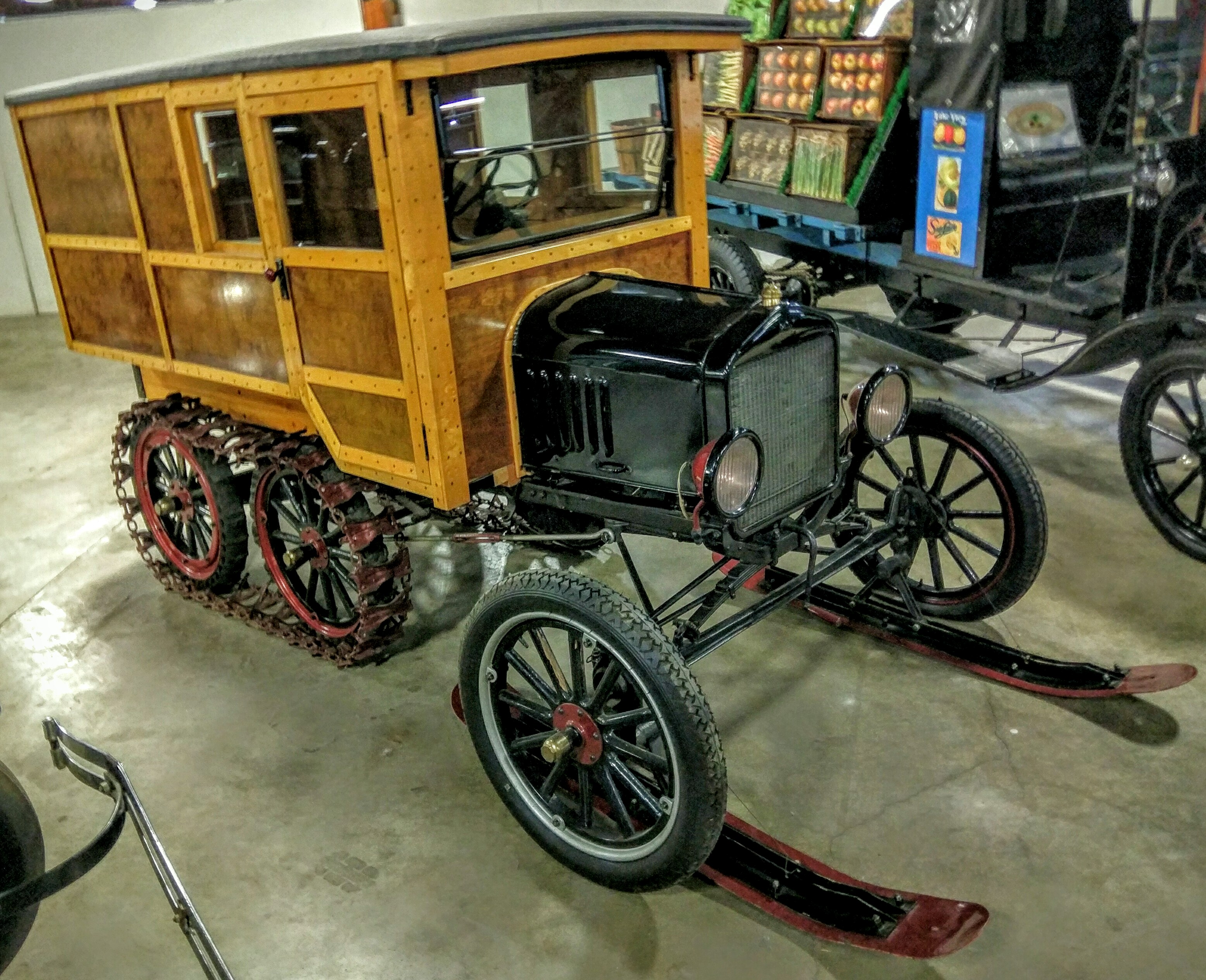
Ford T Snowmobile 1921
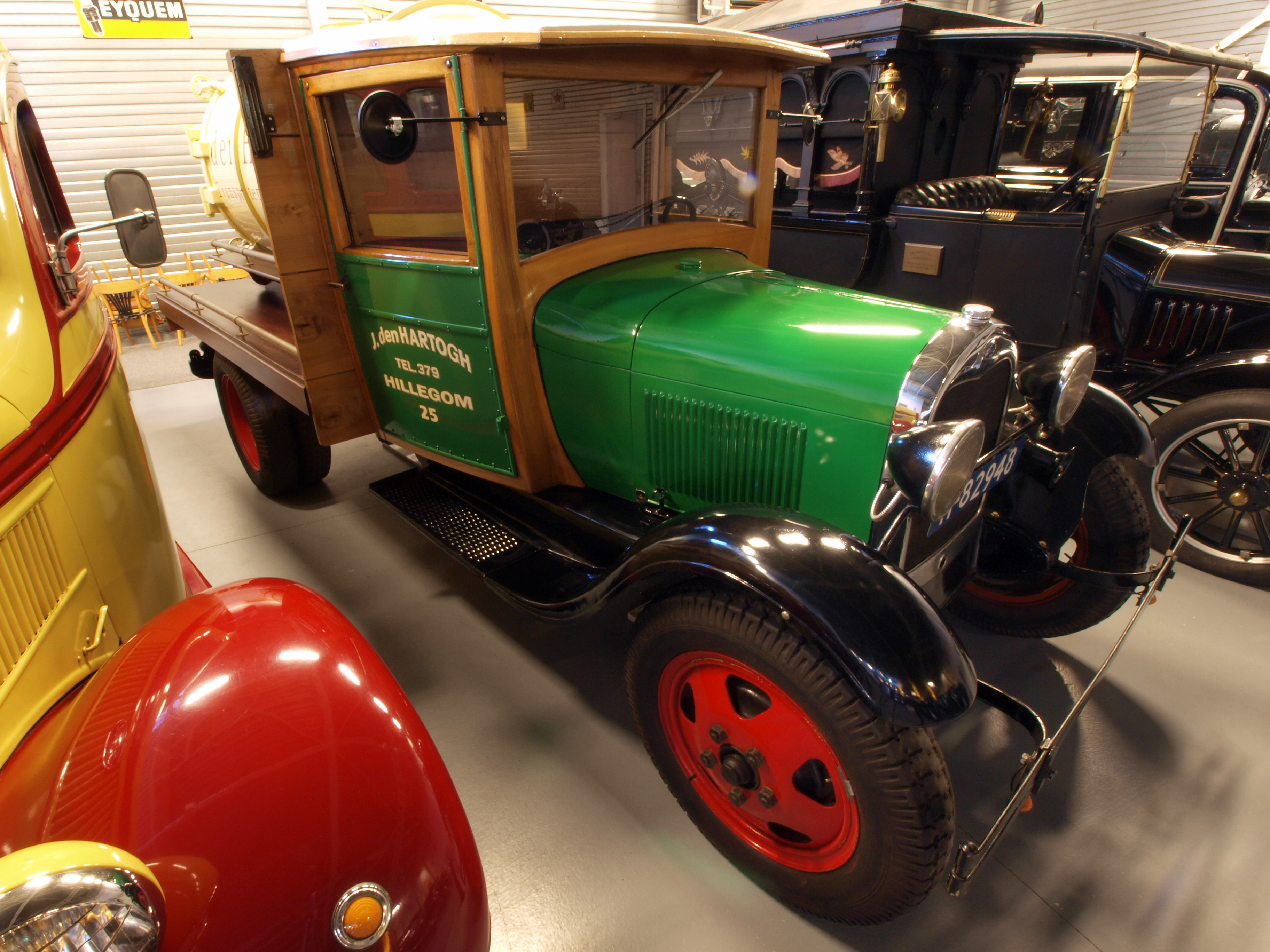
Ford AA 1928

### Années 1930 à 1950
Entre les années 1930 et années 1950 les woodies américains les plus populaires sont généralement de voitures utilitaires (camionnette, break, station wagons, pick-up, minibus...) avec partie avant en acier, et partie arrière charpentée et habillée en bois apparent. Leurs niveaux de fabrication va du plus fonctionnel rudimentaire et moins cher, aux modèles haut de gamme les plus esthétiques et luxueux, réalisés par des artisans ébénistes, ou fabriqués en série par la plupart des constructeurs automobiles américains...

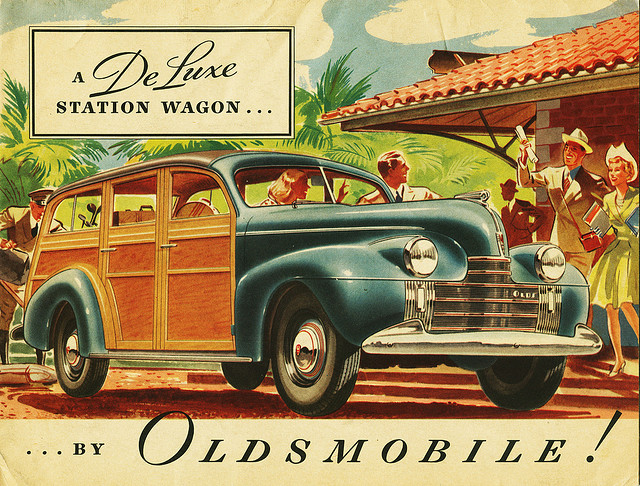
Oldsmobile Series 70 Station Wagon 1940.
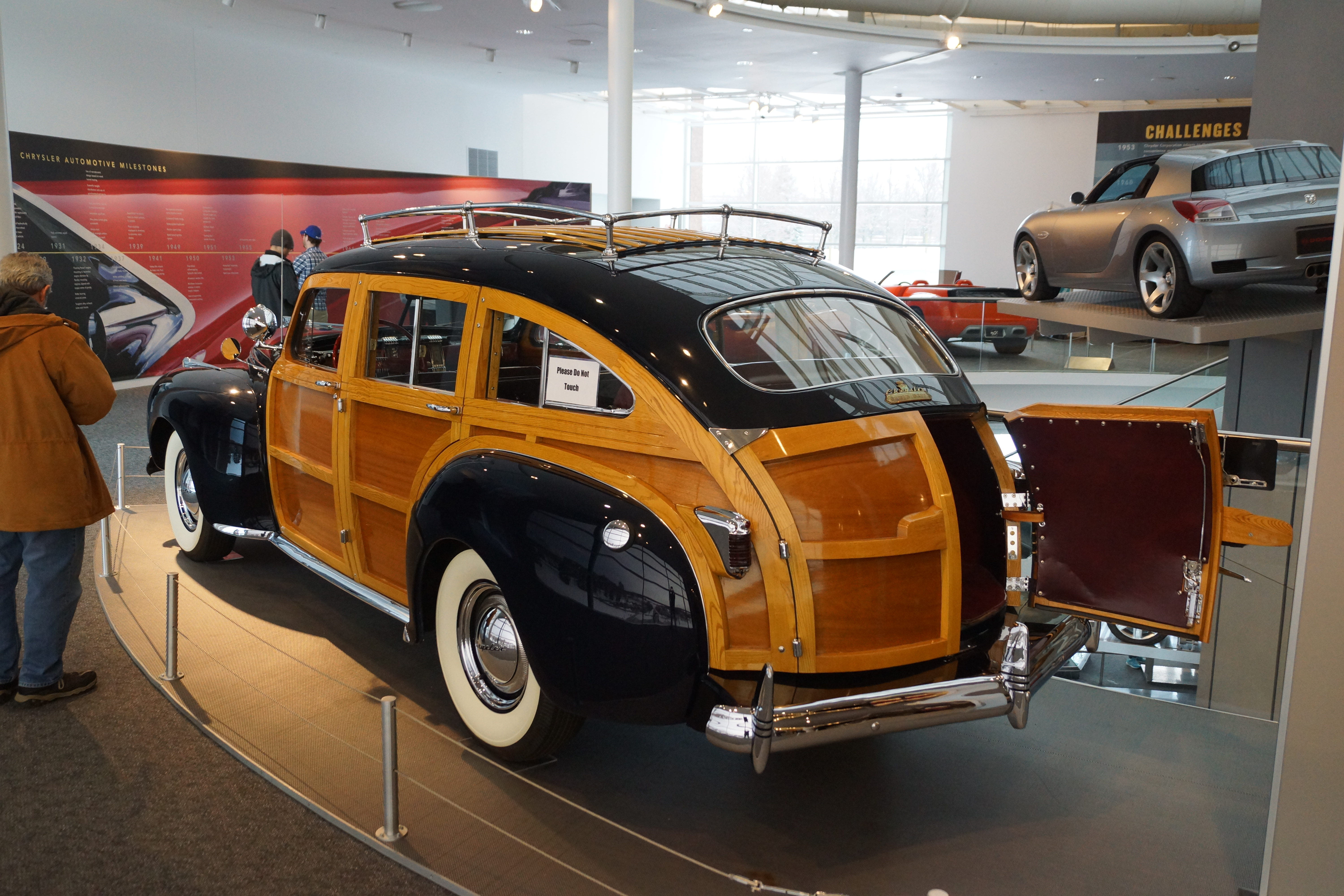
Chrysler Town & Country 1941.
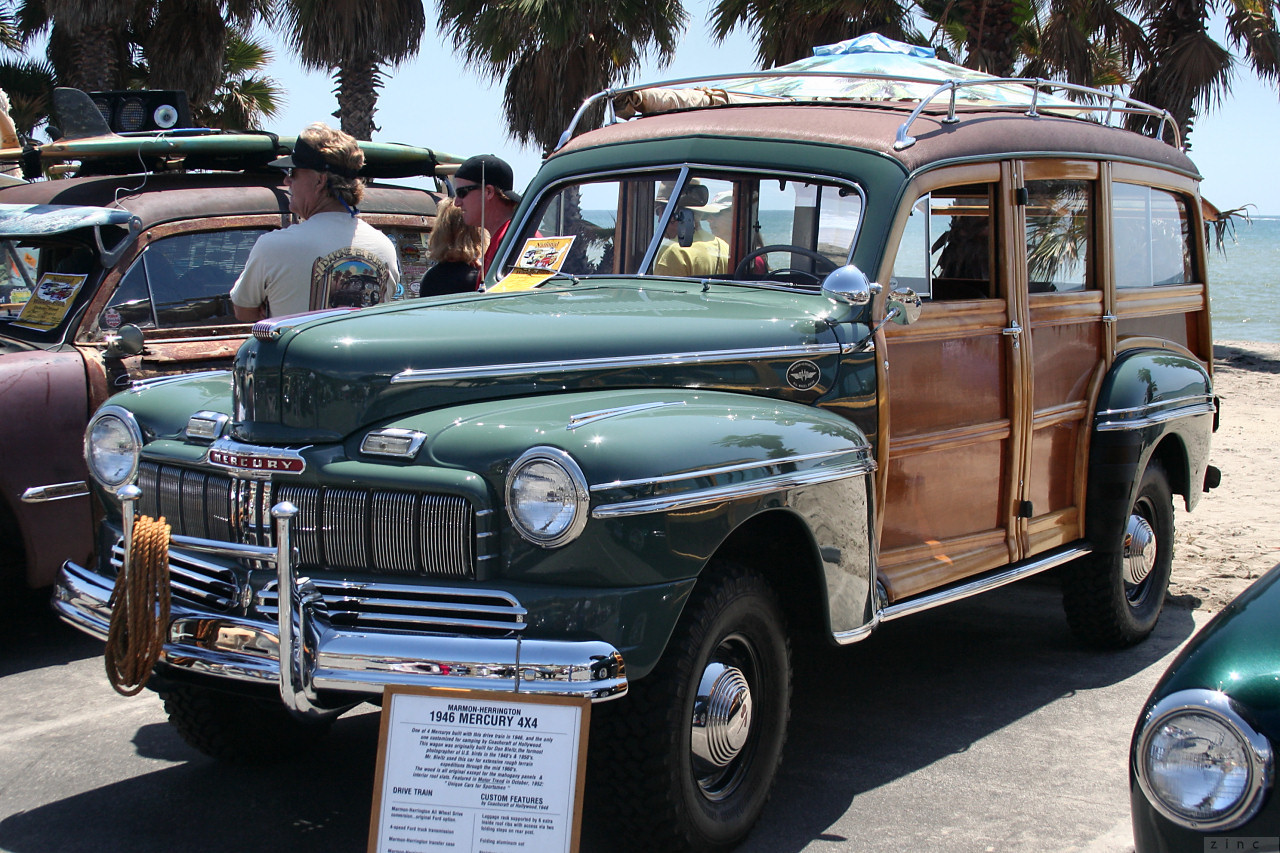
Mercury Marmon-Herrington 1946.
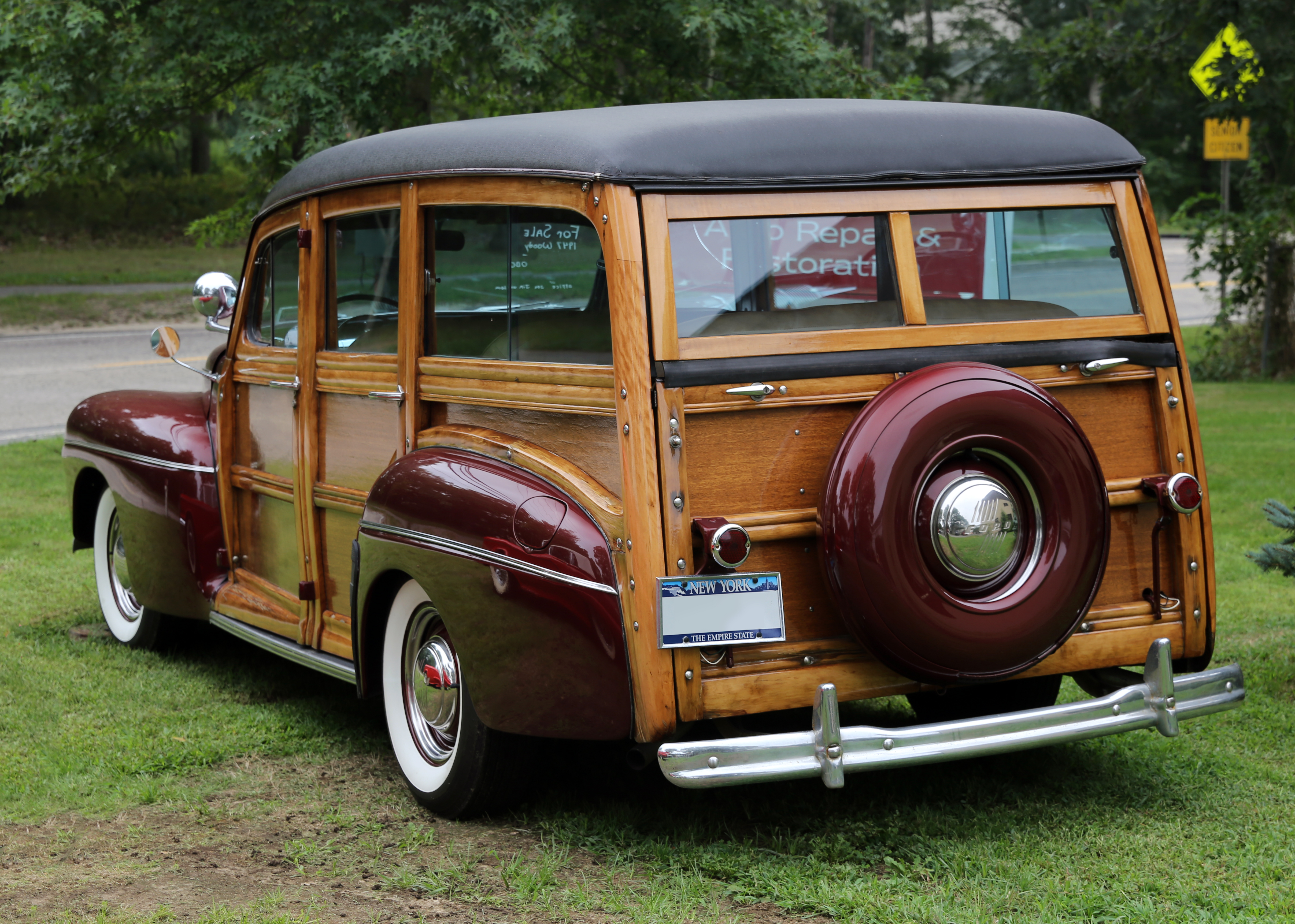
Ford Super Deluxe 1947.
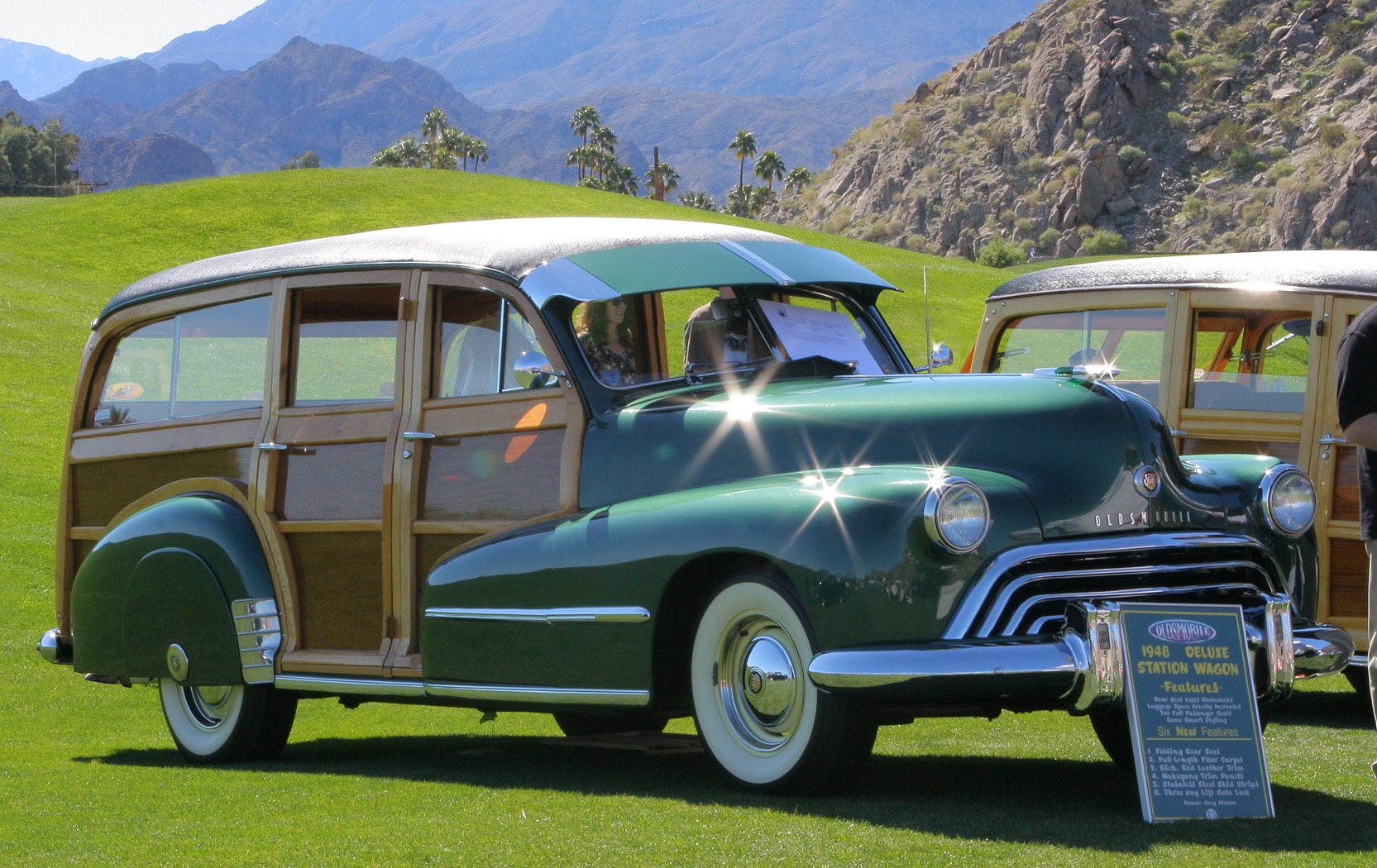
Oldsmobile Series 66 Deluxe Wagon 1948.
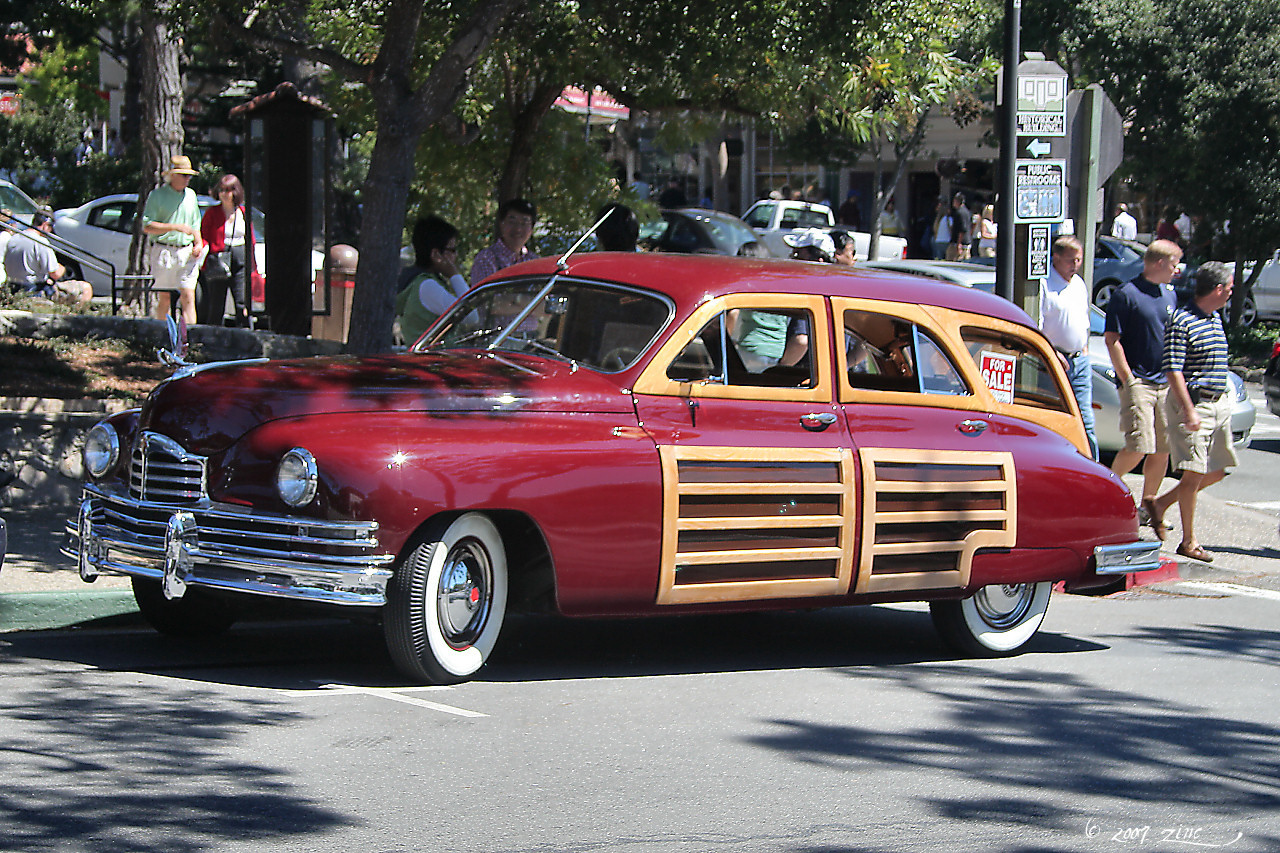
Packard Station Sedan 1948.
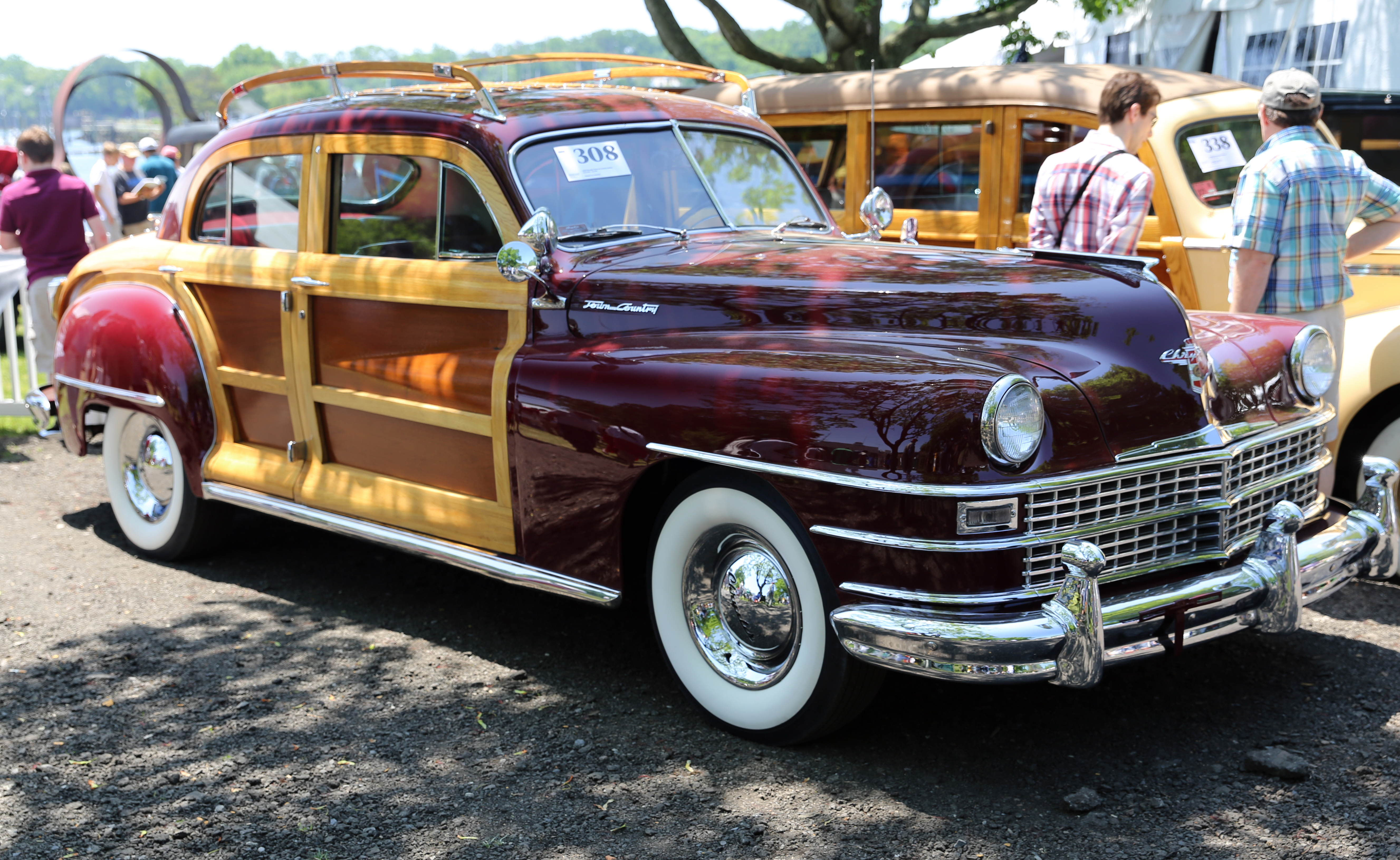
Chrysler Town & Country Sedan 1948.
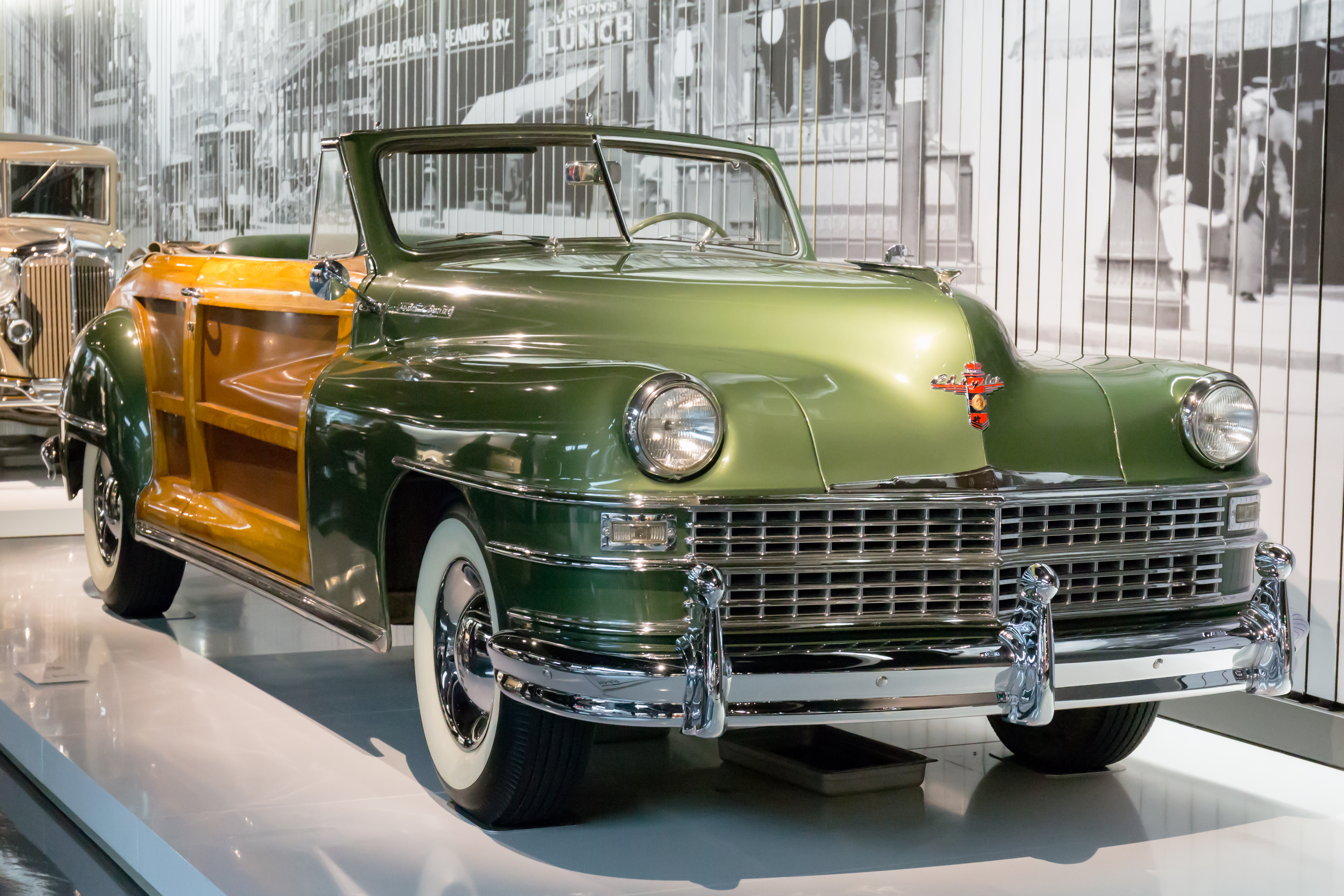
Chrysler Town & Country cabriolet 1948.
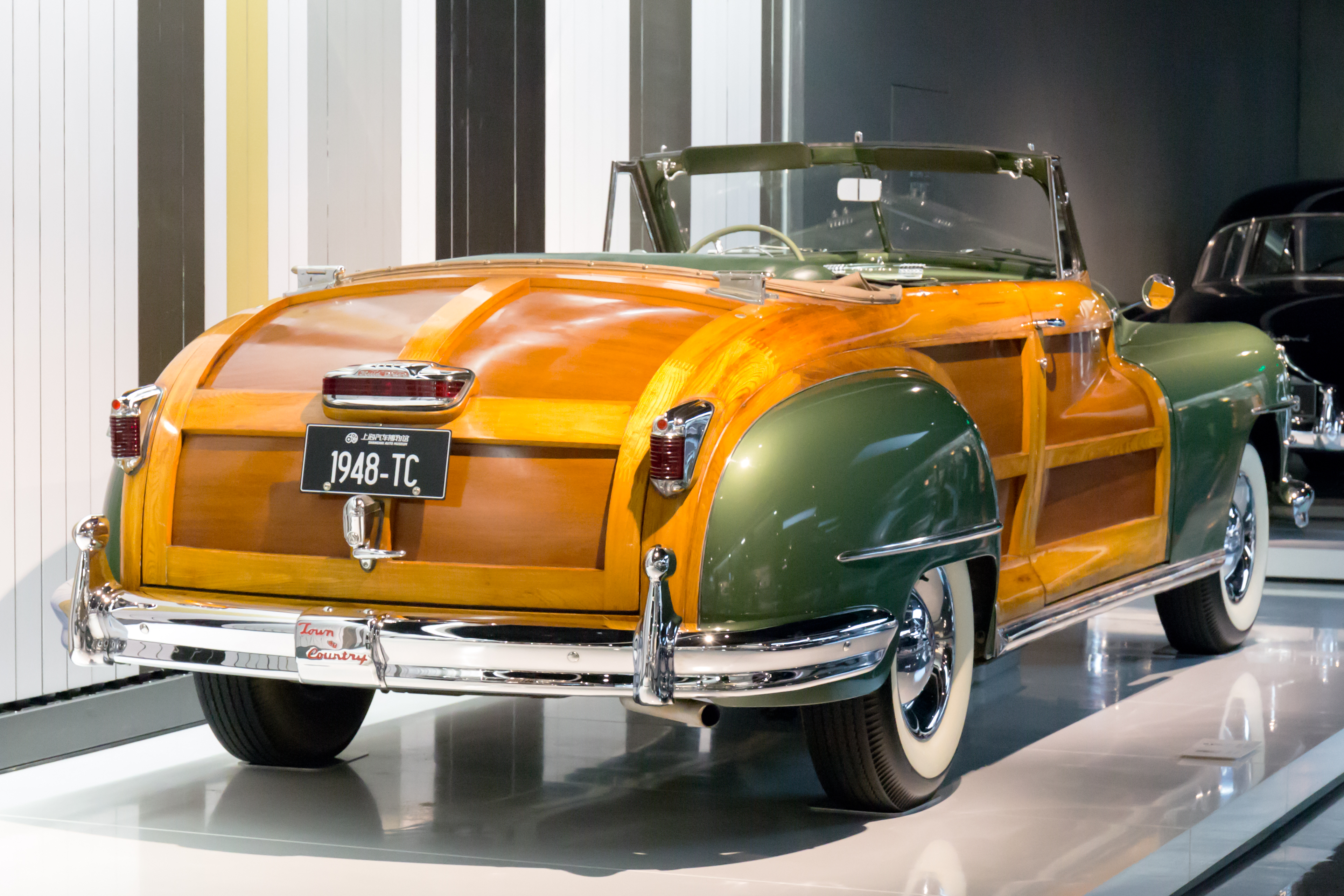
Chrysler Town & Country cabriolet 1948.
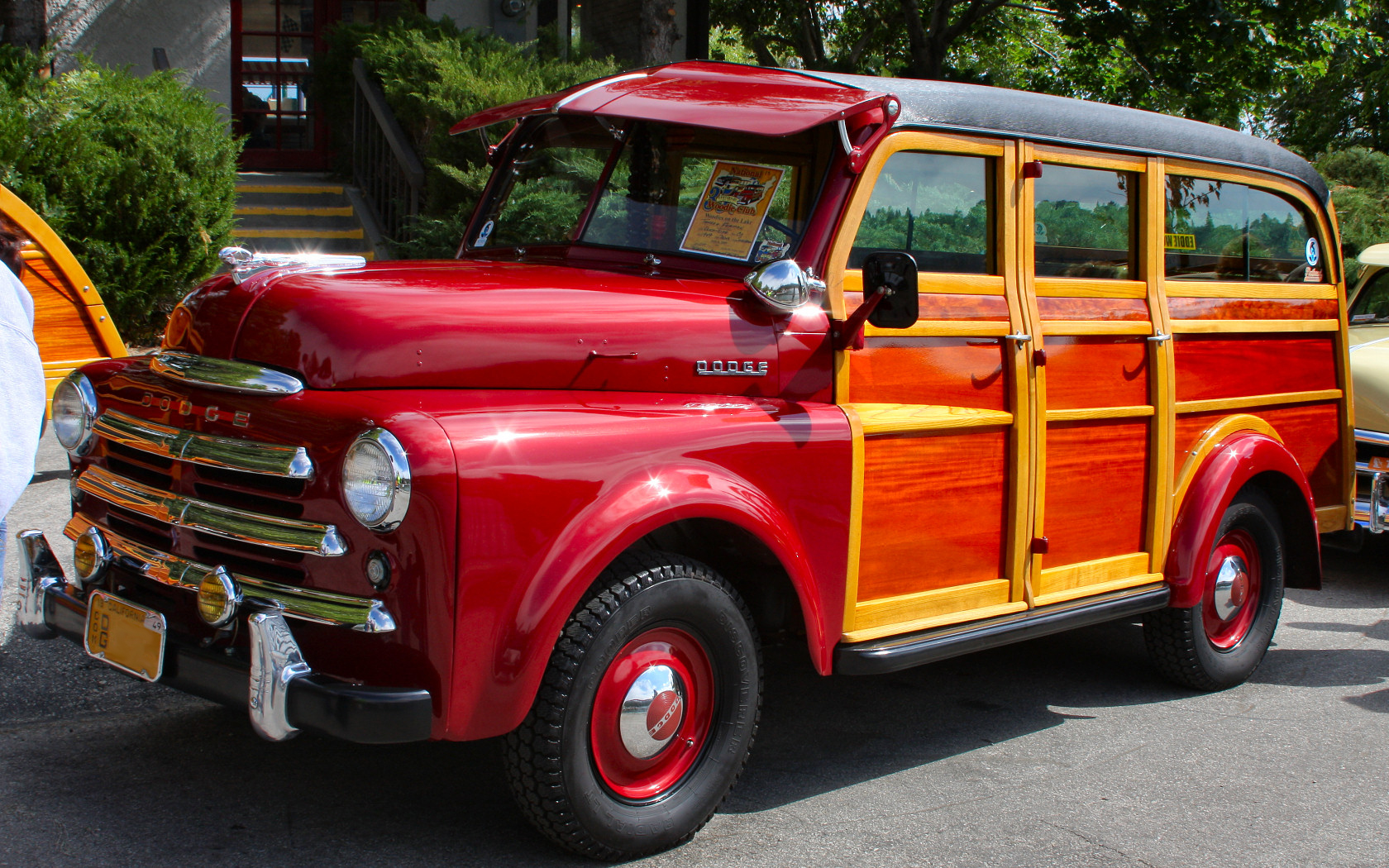
Dodge Suburban 1949.

Quelques carrossiers de renom fabriquent des modèles d'exception, dont la série Skiff Labourdette, inspirée des bateaux runabout en acajou verni...

Serie Skiff Labourdette
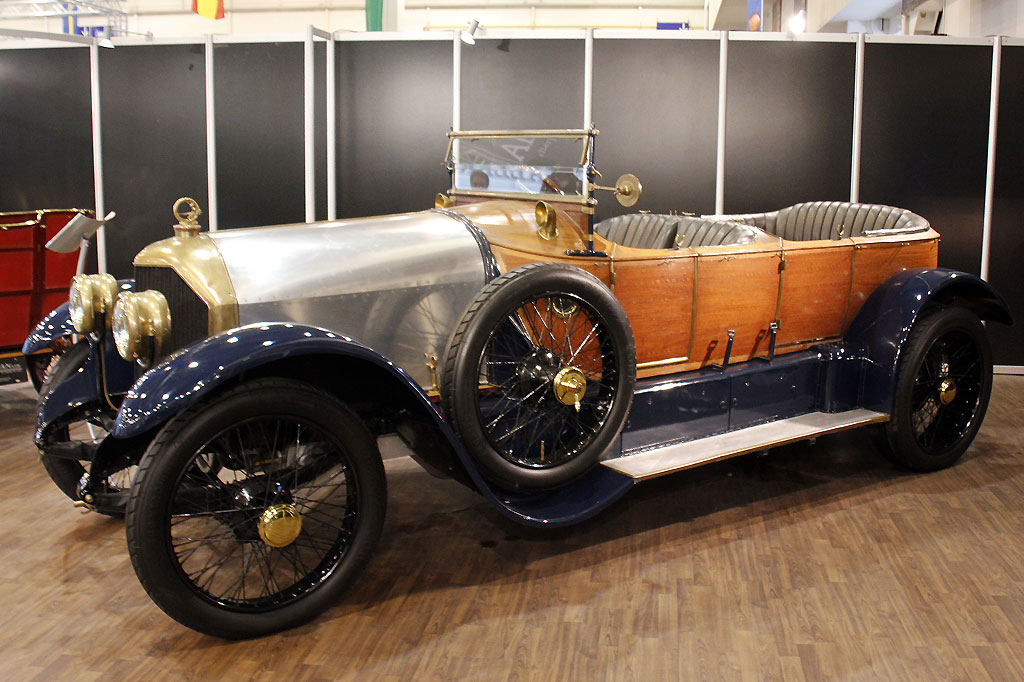
Gobron-Brillié Skiff by Rothschild 1912.
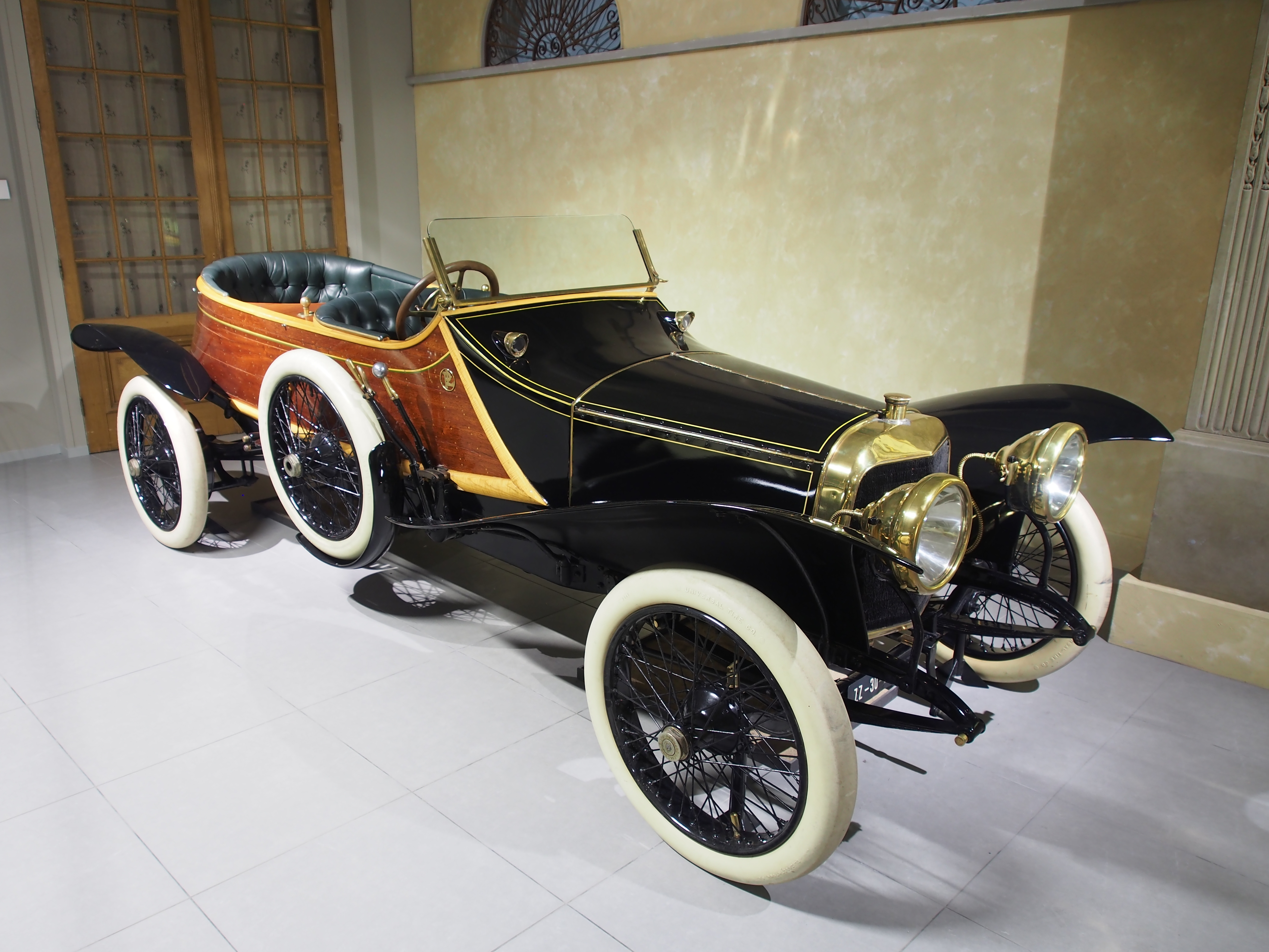
Panhard & Levassor X19 Skiff 1912.
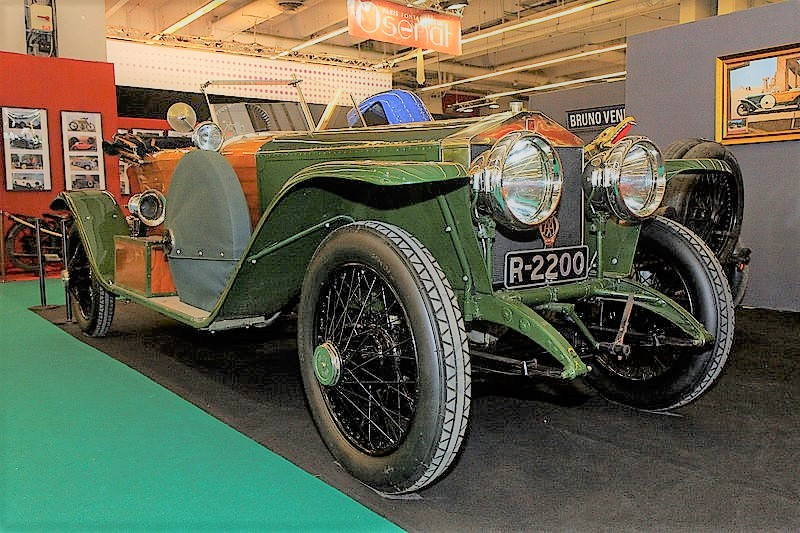
Rolls-Royce Silver Ghost Skiff 1914.
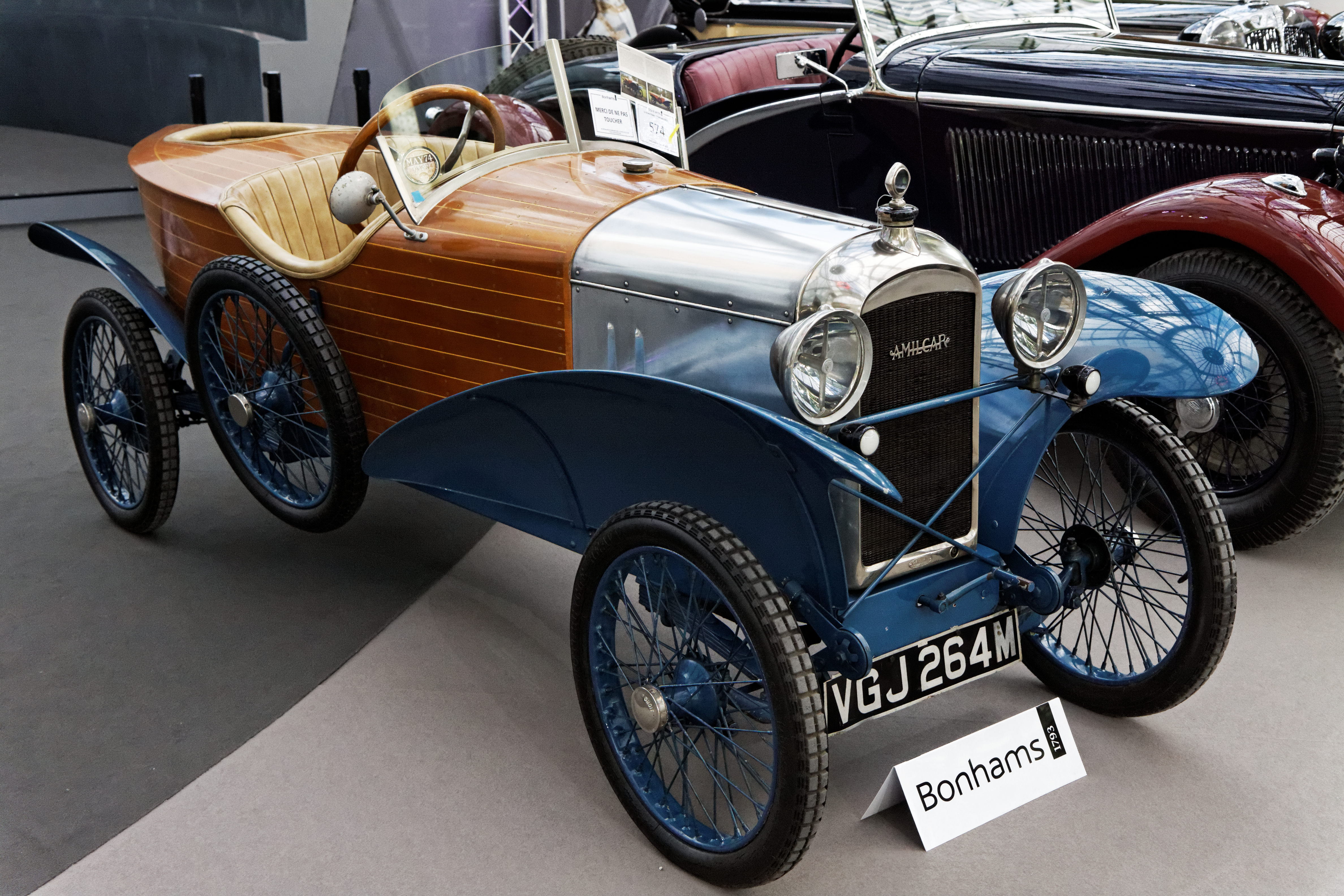
Amilcar Type 4C Skiff 1922.
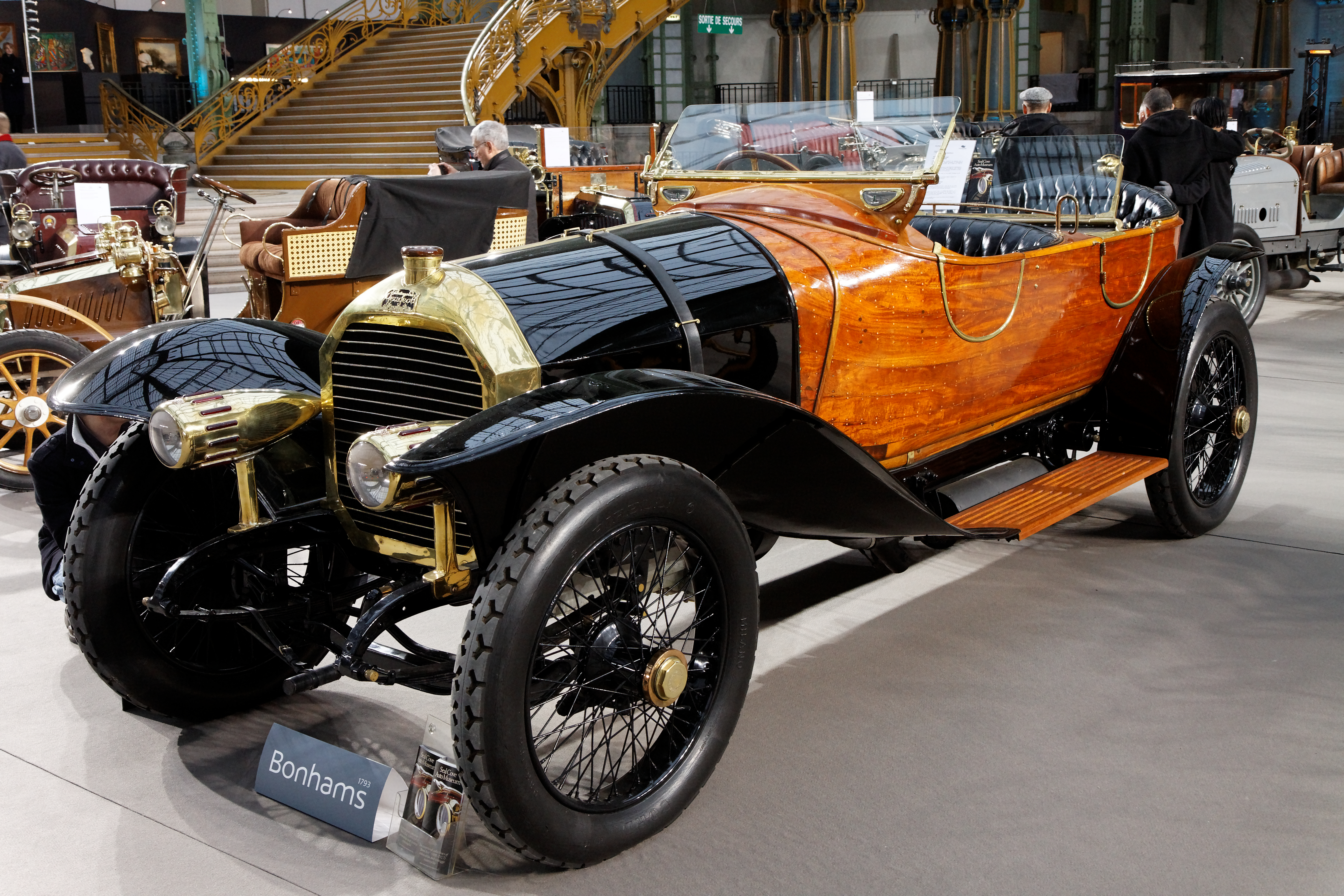
Peugeot Type 160 Skiff 1923.

### Depuis les années 1960
Les besoins d'entretien et rénovation réguliers contraignant et coûteux du bois, et la démocratisation du tout métaux plus stable dans le temps, marque la fin de la vogue des woodies à la fin des années 1950... Ils sont remplacés chez la plupart des constructeurs américains par des modèles « similis woodies » avec des habillages de carrosserie « imitation bois », pour les clients amateurs et nostalgiques.  

Similis woodies, avec habillage de carrosserie imitation bois
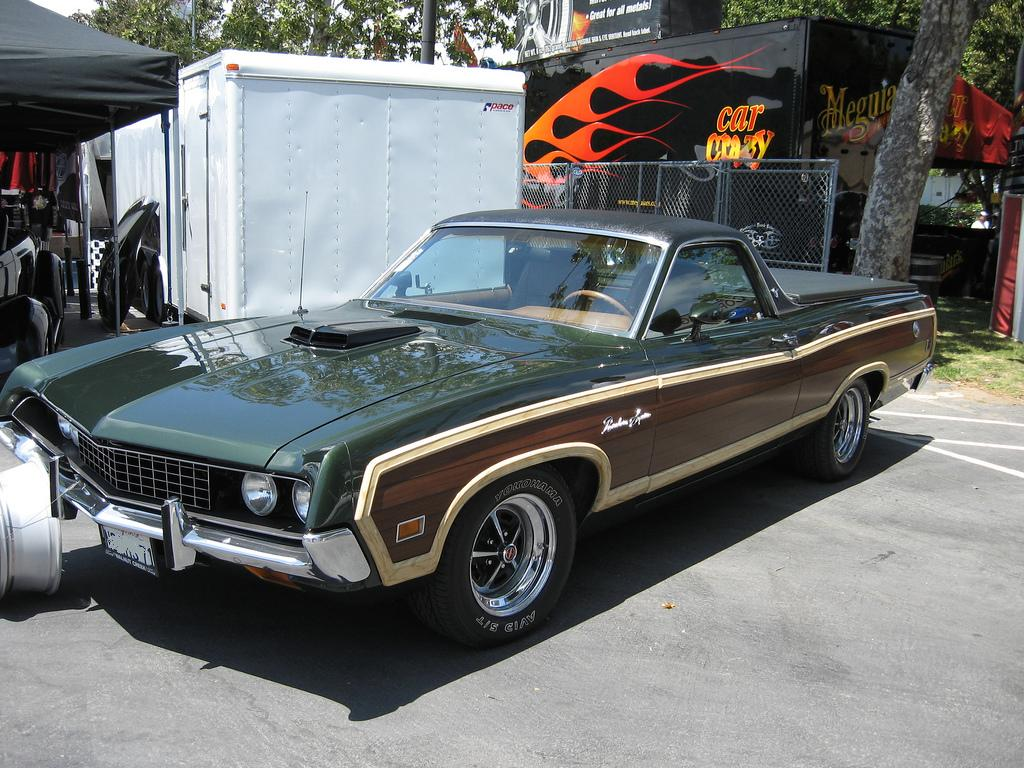
Ford Ranchero 1970
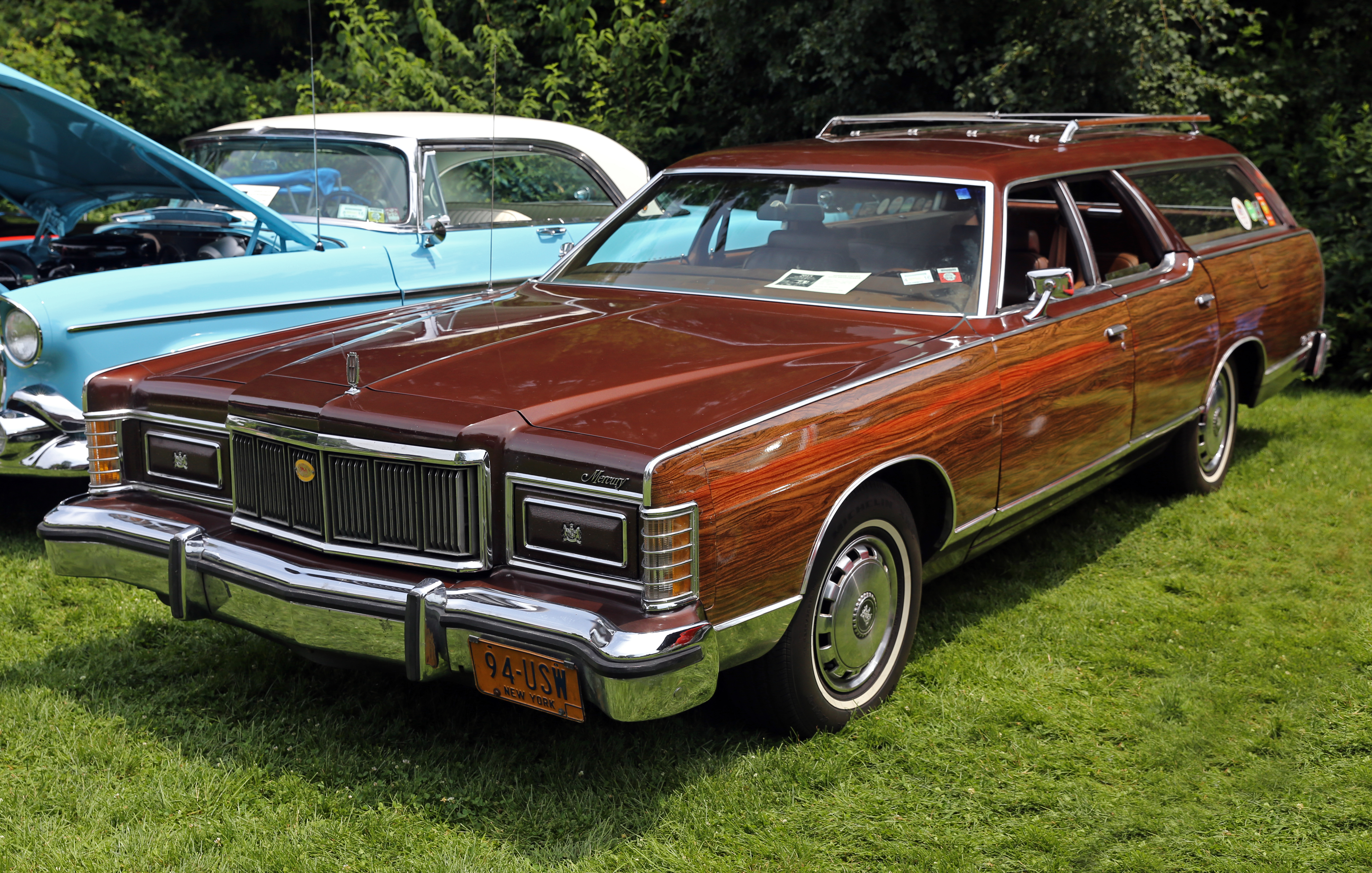
Mercury Colony Park Station Wagon 1978
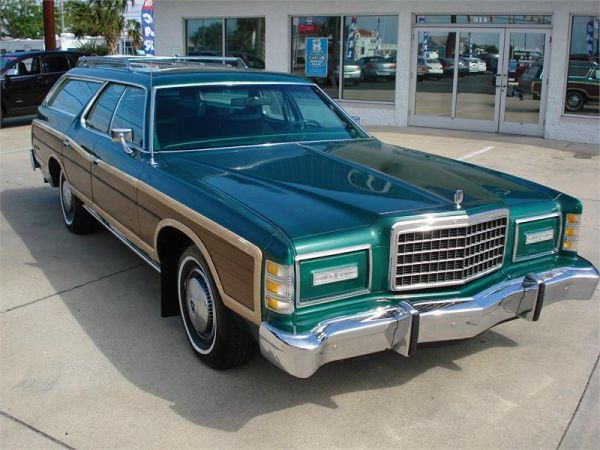
Ford LTD Country Squire Wagon 1978
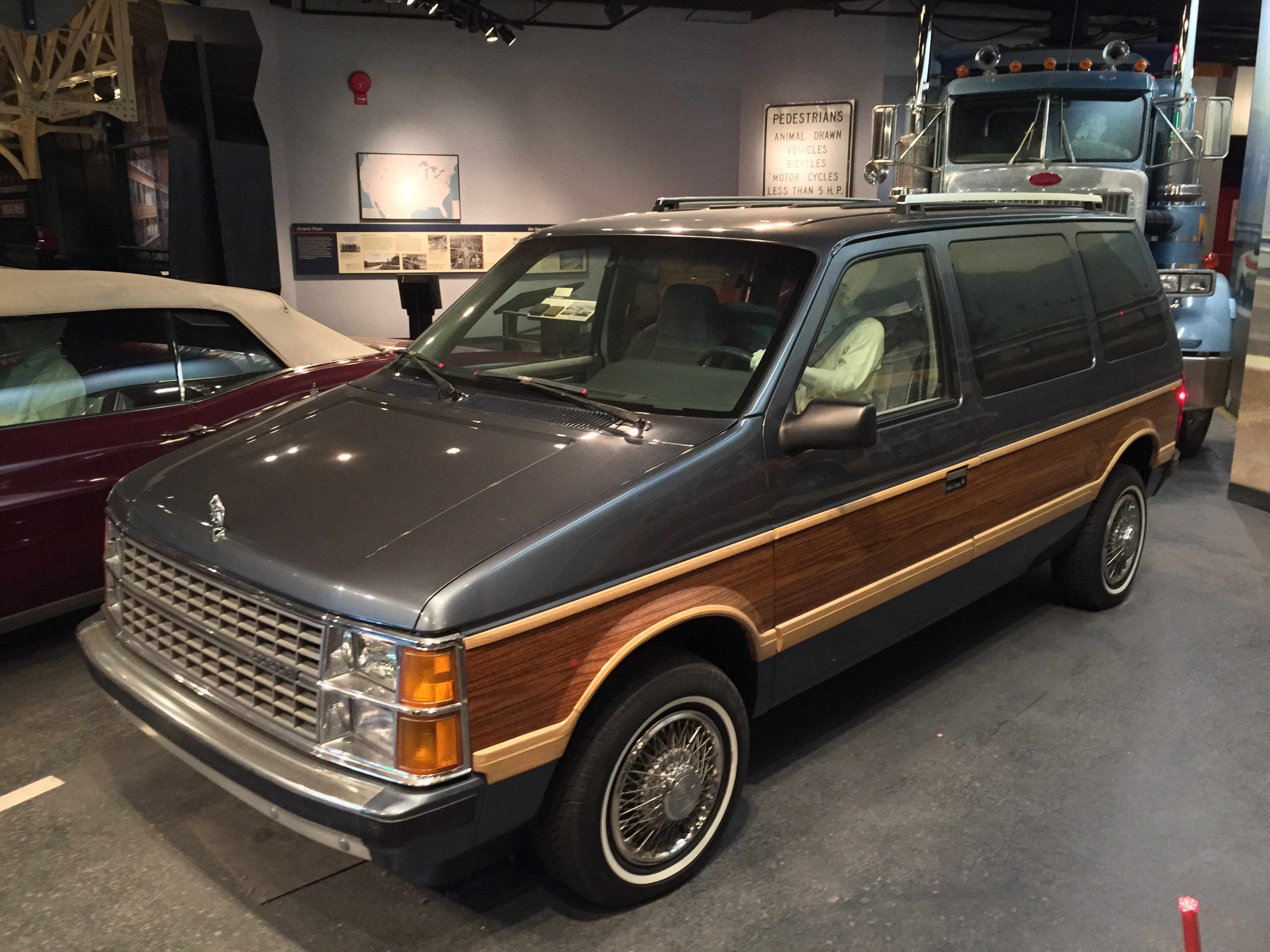
Dodge Caravan 1986
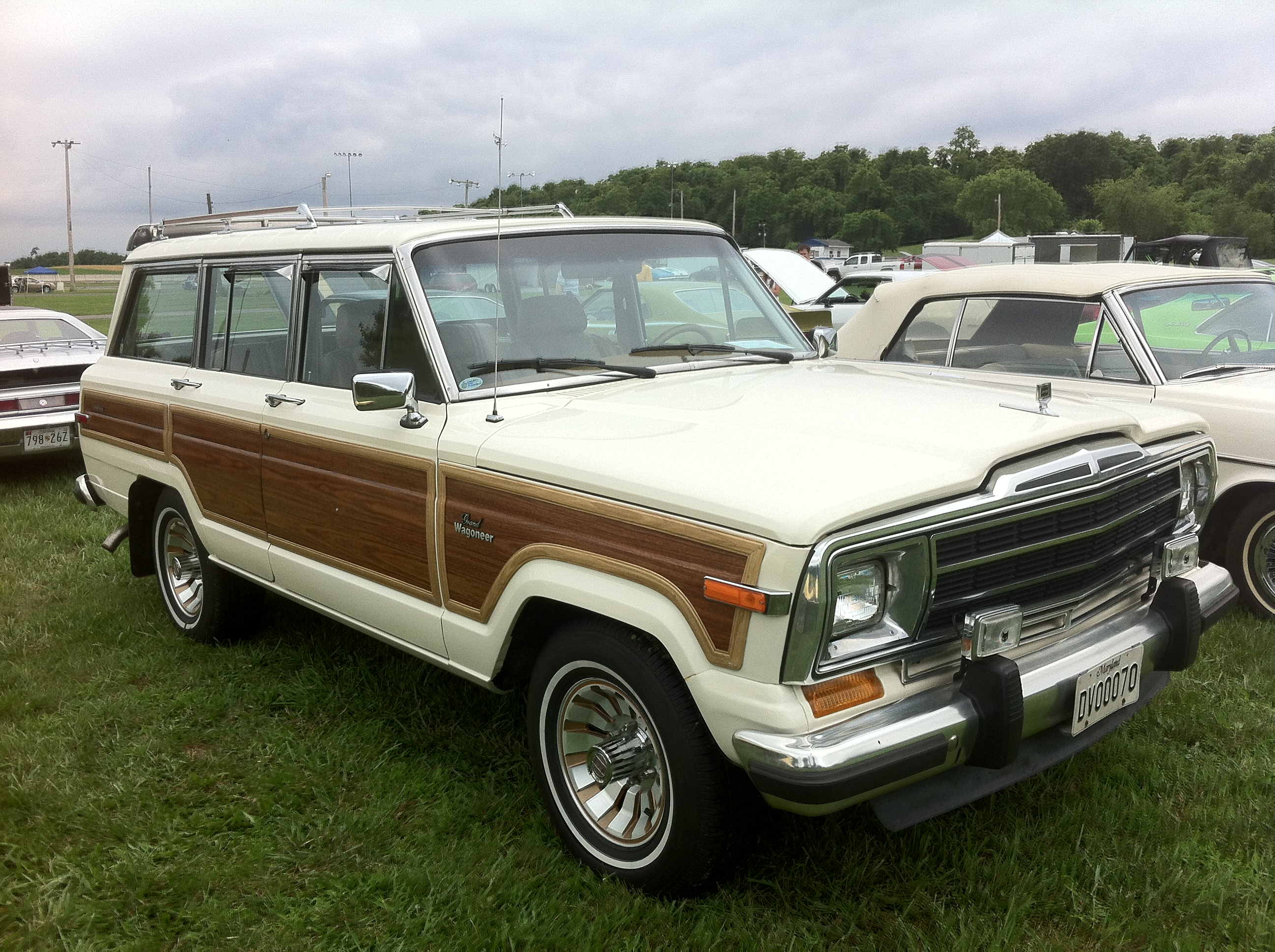
Jeep Grand Wagoneer 1986
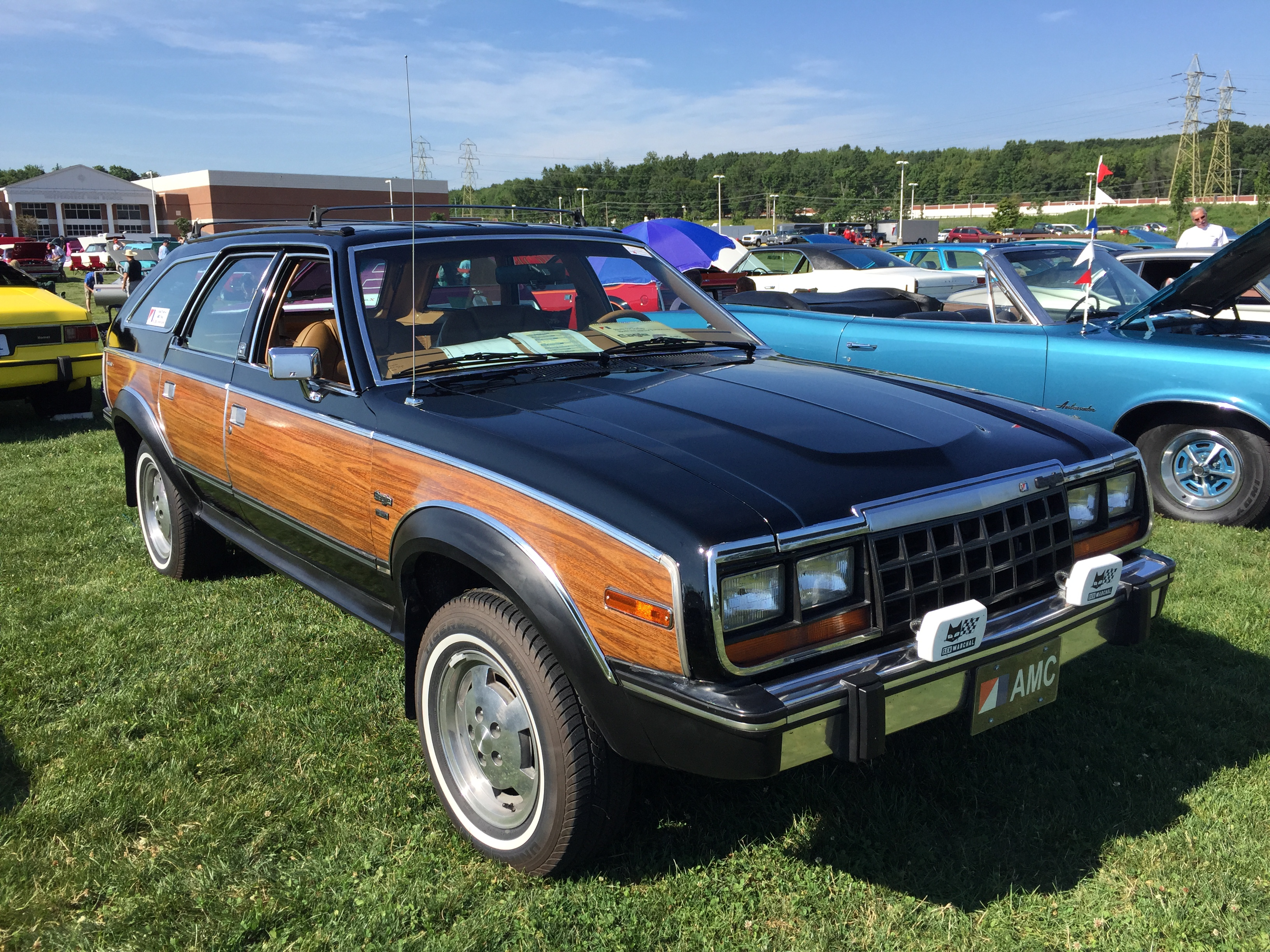
AMC Eagle Wagon 1987

### Voitures de collection
À ce jour les woodies des années 1930 aux années 1950, peuvent être associés aux cultures rétro vintage, Kustom Kulture, culture du surf, Hot rod, Tuning, customisation, art car... et sont des modèles particulièrement recherchés par les amateurs de voiture de collection, et amateurs de la culture des États-Unis des années 1930-1950.  
Hors des USA on trouve cependant, en Grande-Bretagne quelques woodies rattachés à une très ancienne technique de carrosserie : tôle sur ossature bois (comme pour les très artisanales voitures Morgan dont l'ossature est cependant entièrement dissimulée sous la carrosserie en tôle chaudronnée à la main) . Dans les versions semi utilitaires haut de gamme des breaks du constructeur  British Leyland, la Morris Minor 1100 puis l'Austin Miniont eu des versions break (appellation commerciale dite  Traveller) partiellement réalisées en bois (structurel sur la Minor, plutôt décoratif sur le Break Mini Austin). La refabrication des pièces de bois en cas d'attaque de pourriture est à la portée d'un bon menuisier, à condition d'utiliser du  frêne de bonne qualité convenablement vieilli et traité. 

Voiture de collection
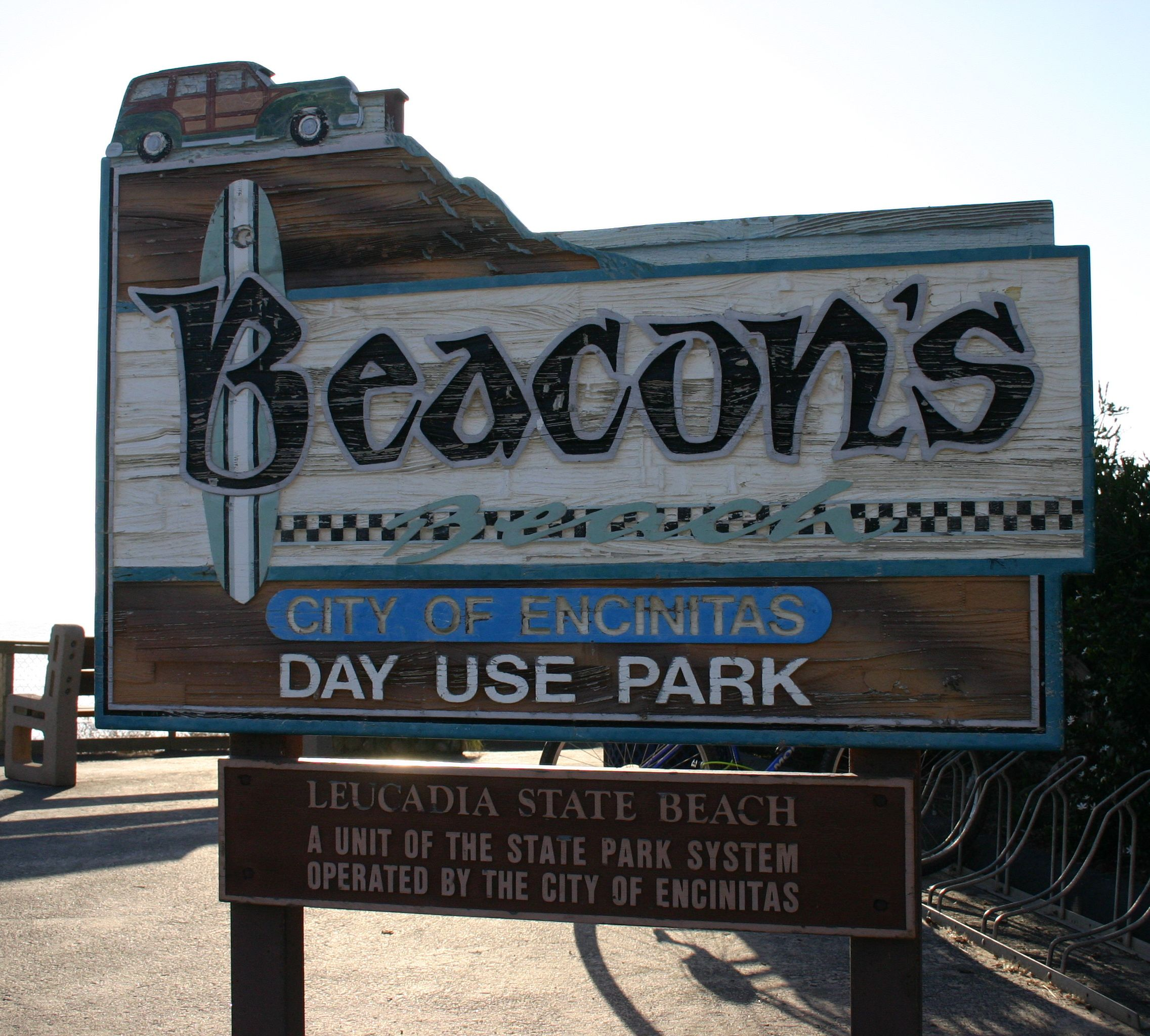
Panneau de plage de surf en Californie
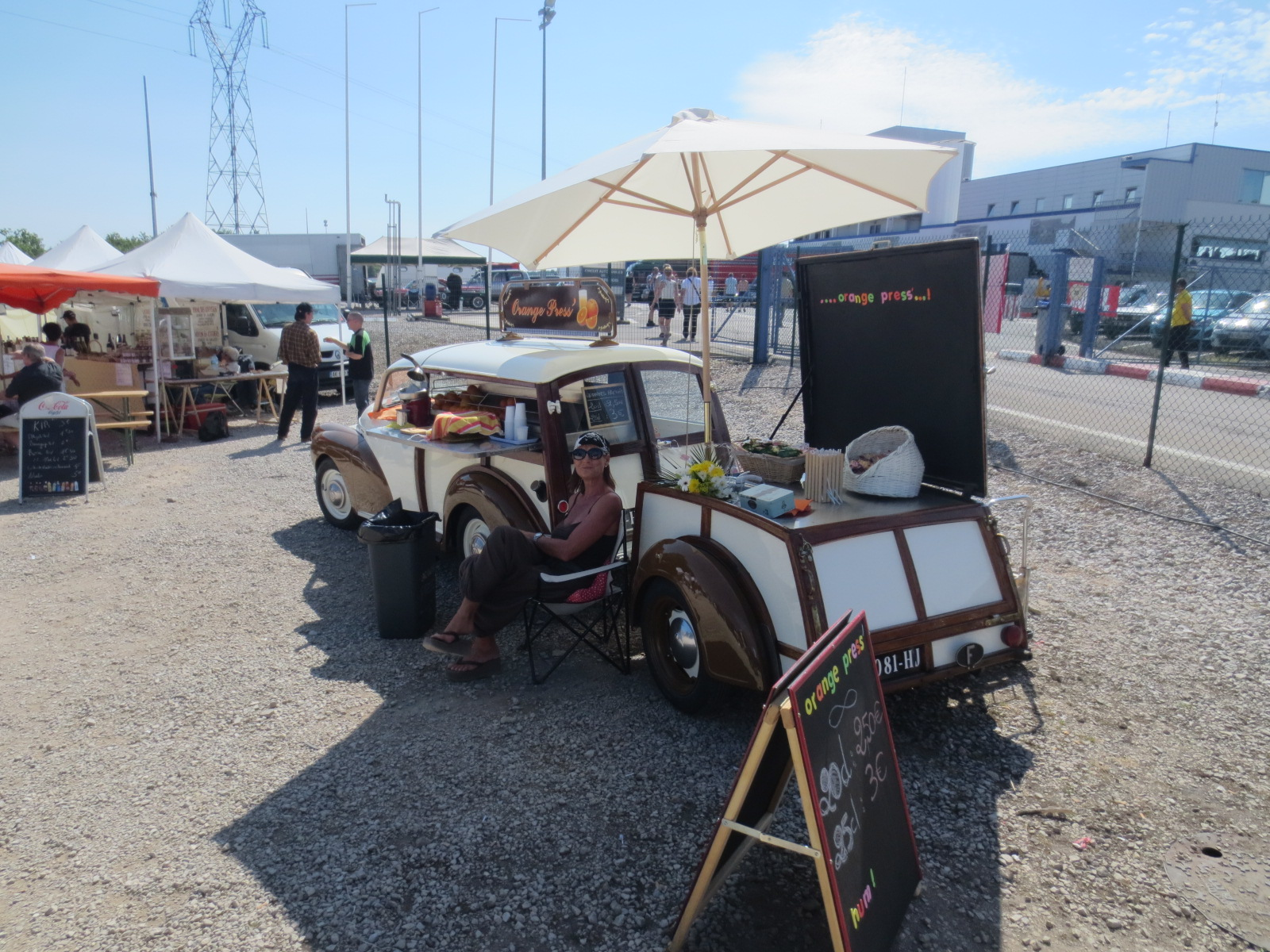
Morris Minor Traveller des années 1950
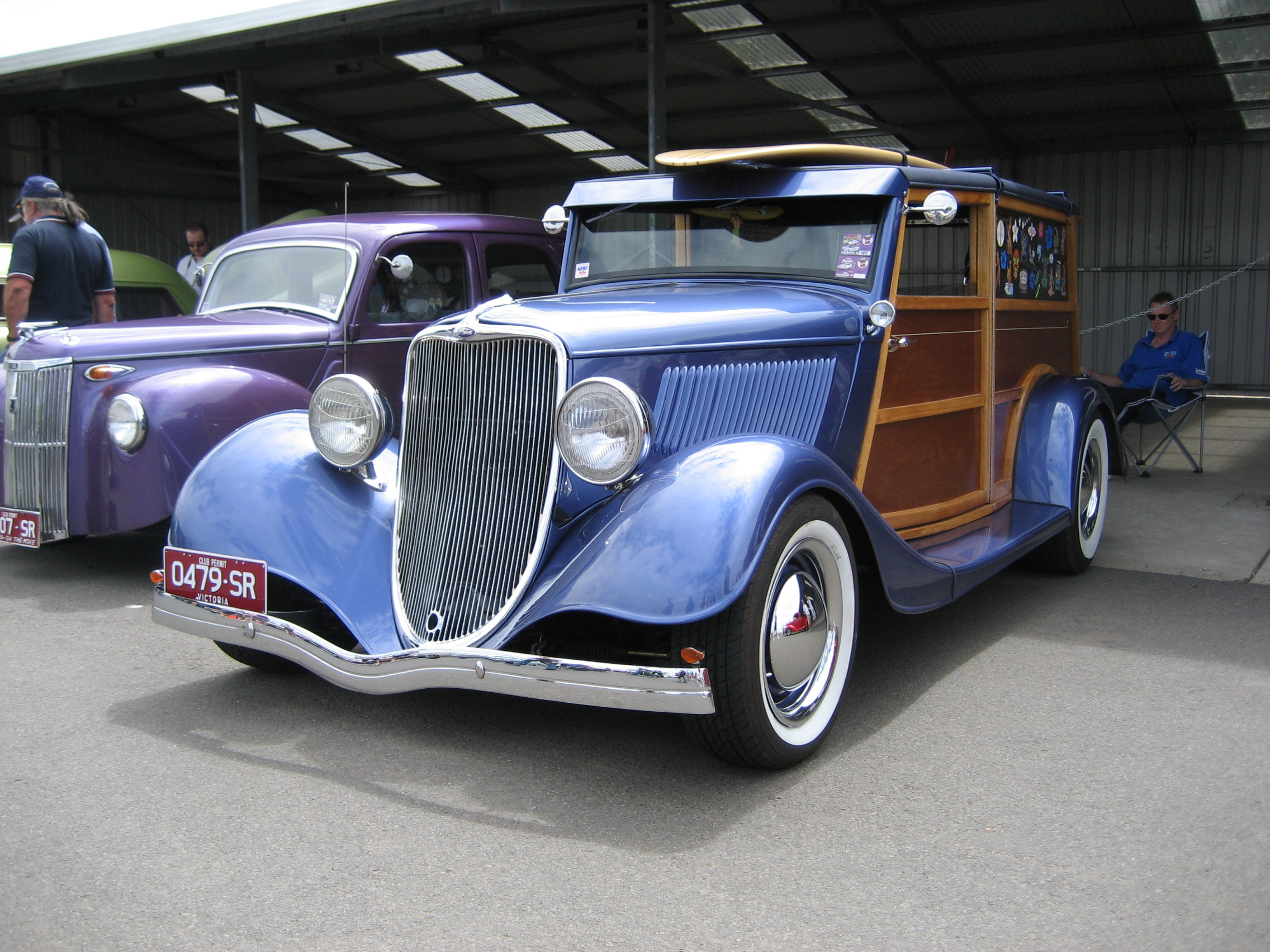
Ford B Hot rod Woody Wagon de 1933
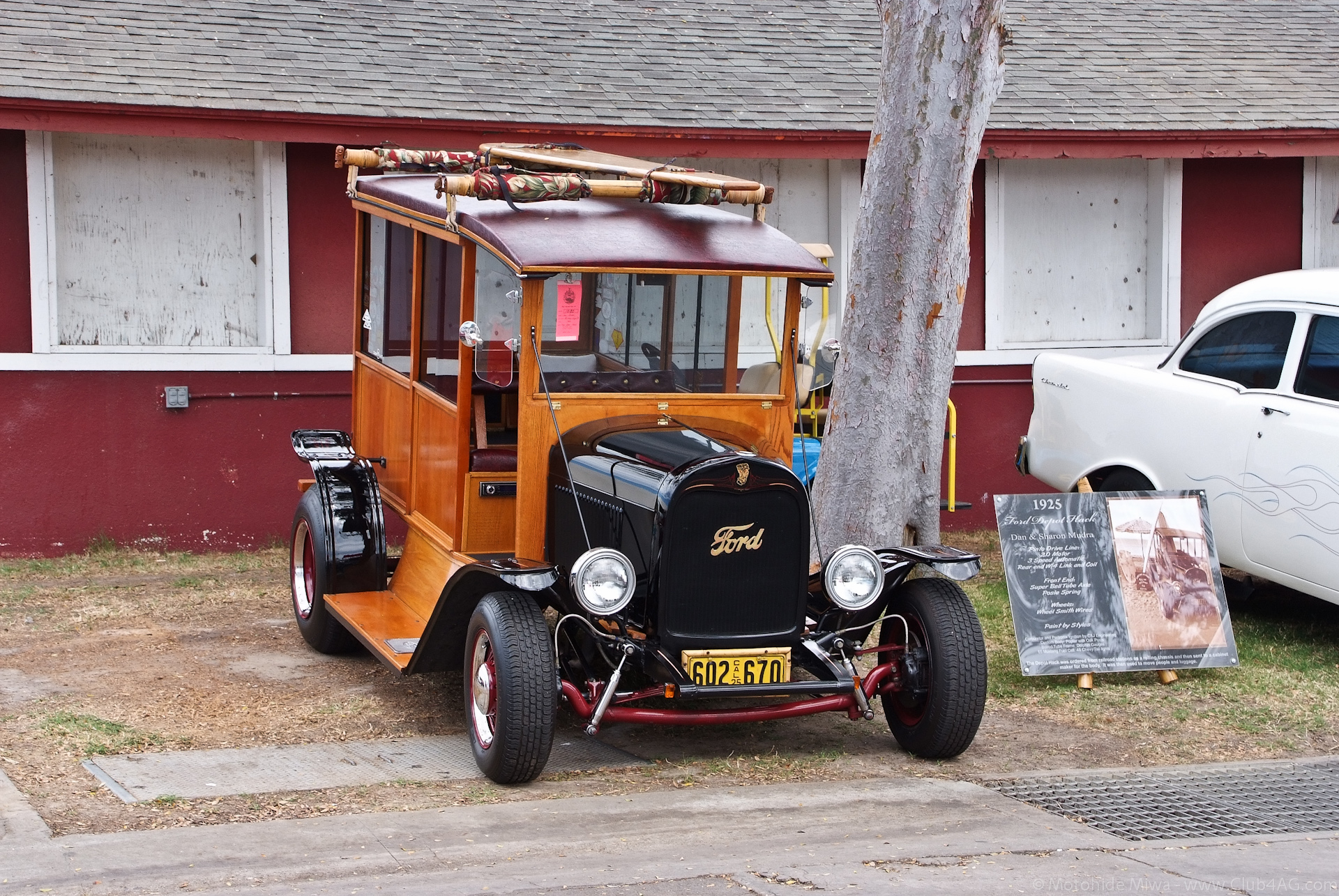
Ford T Hot rod Woody
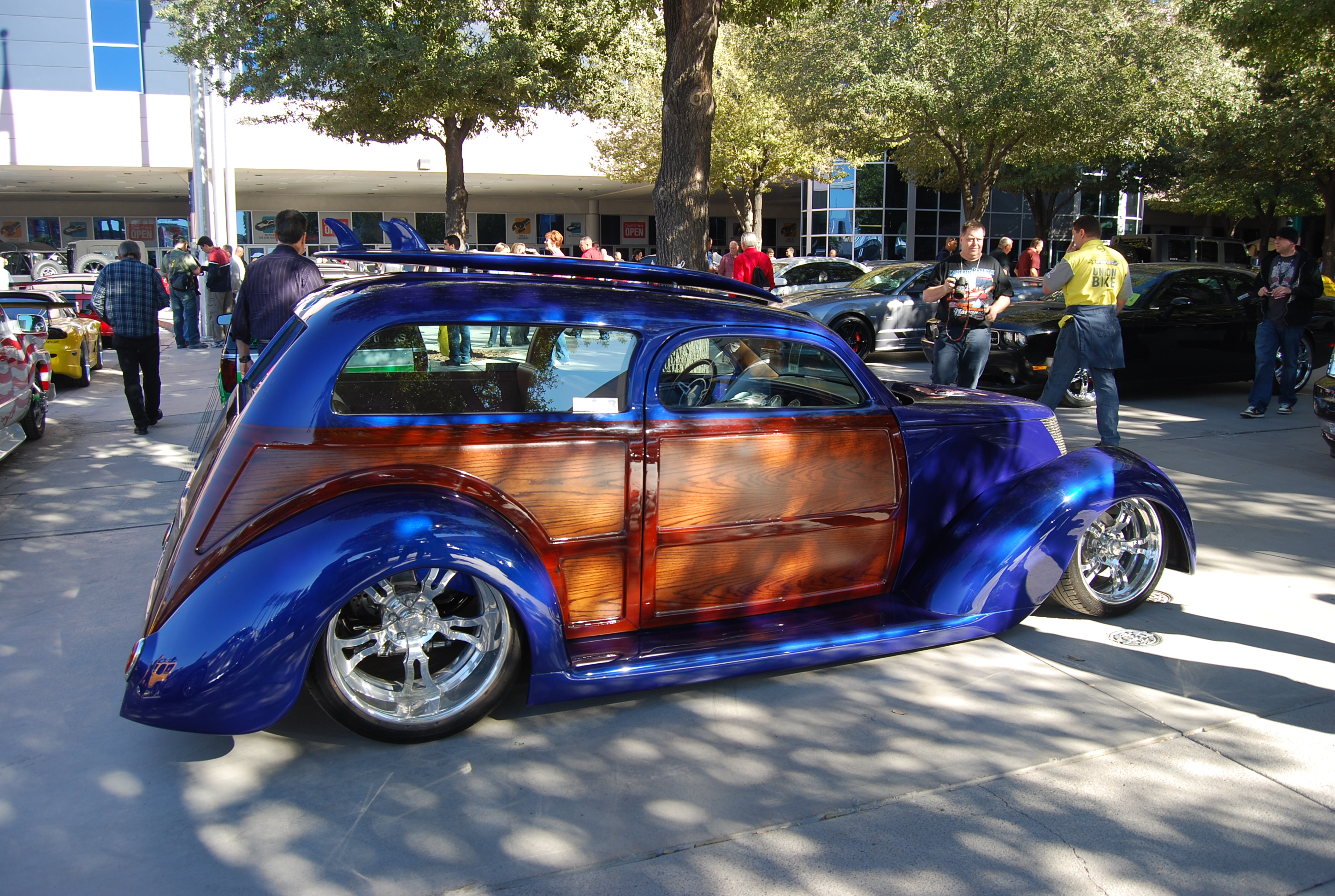
Ford Hot rod
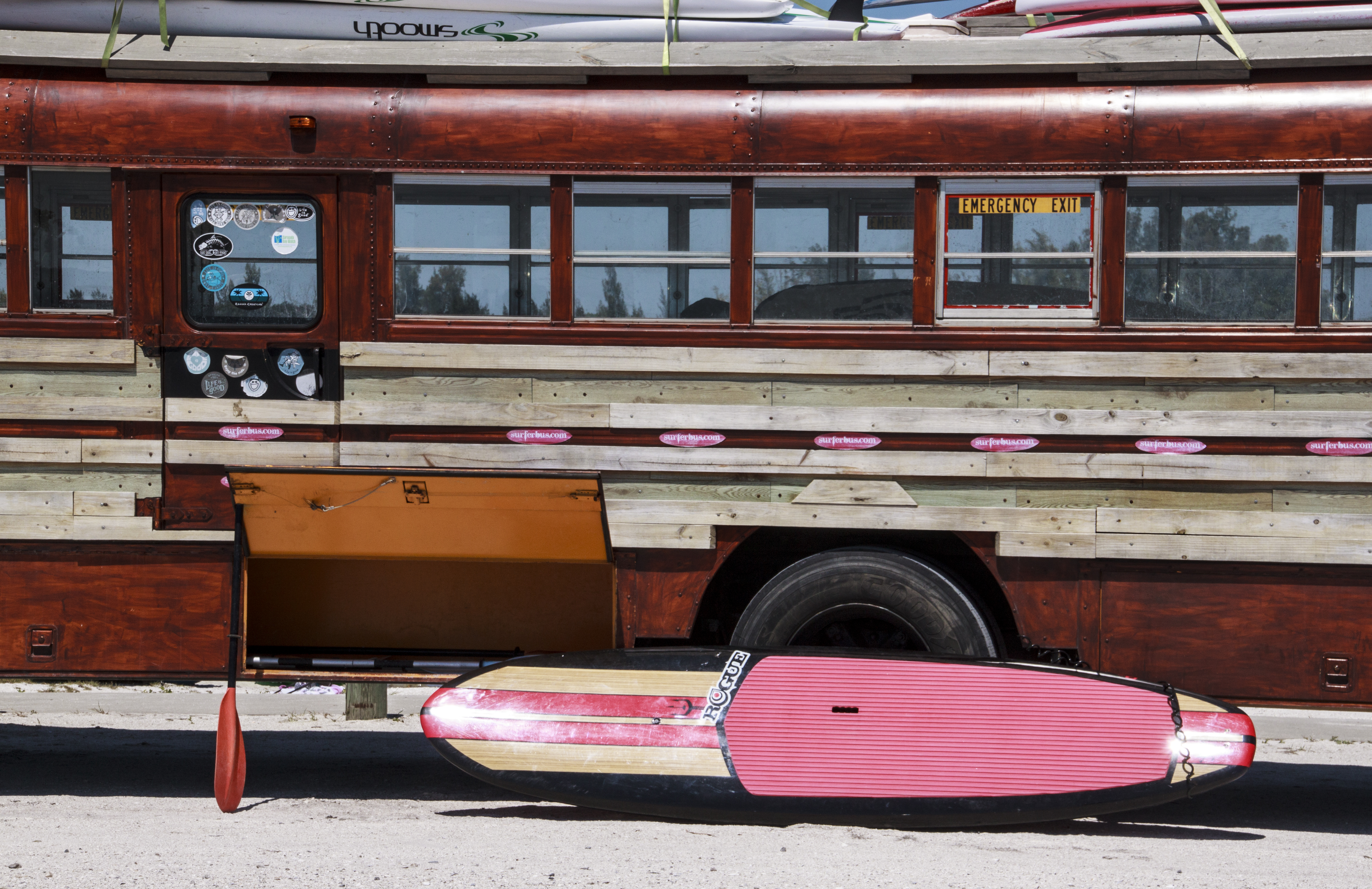
Autobus scolaire woody